# Saint-Sulpice-la-Forêt
Pour les articles homonymes, voir Saint-Sulpice.
Saint-Sulpice-la-Forêt est une commune française située dans le département d'Ille-et-Vilaine, dans la région Bretagne peuplée de 1 557 habitants. Elle fait partie du canton de Liffré et de l'intercommunalité Rennes Métropole.

## Géographie

### Situation
|        | Chasné-sur-Illet       |        |
| Mouazé | Saint-Sulpice-la-Forêt | Liffré |
| Betton |                        |        |

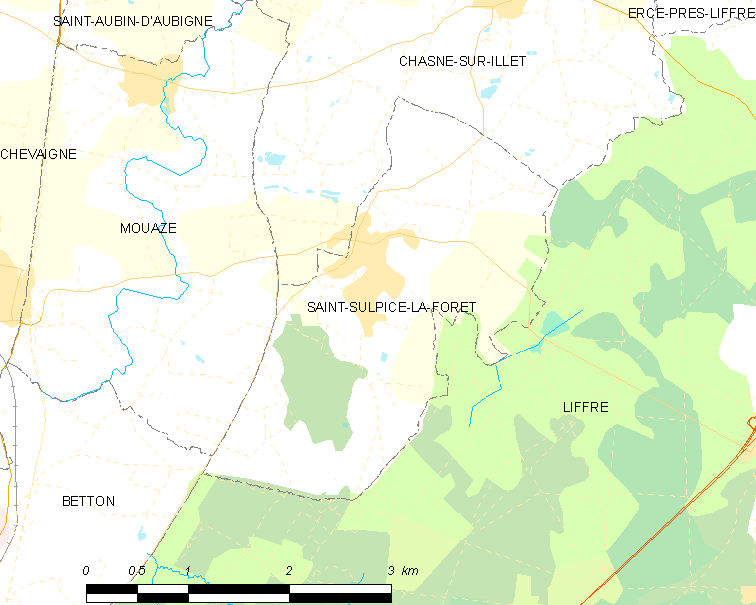
La carte de la commune.

Le bois du Fayel se trouve dans le sud du territoire de la commune tandis que la forêt de Rennes s'étend au sud et à l'est. Située à 15 km au nord-est de Rennes, entre l'A84 et l'ancienne route du mont Saint-Michel, la commune a une superficie de 672 ha, dont environ 74 ha urbanisés. Le bourg est à la fois situé à 6 km de Betton, de Liffré et de Saint-Aubin-d'Aubigné.

### Transports
La commune est desservie par les bus du service des transports en commun de l'agglomération rennaise (STAR) via les lignes 70 (51 les vendredis et samedis soir) et 71.

### Relief et hydrographie
Les altitudes s'échelonnent entre 91 mètres et 45 mètres ; les points les plus hauts sont en limite sud et est de la commune, en lisière de la forêt de Rennes (91 mètres à la maison forestière du Carrefour de Saint-Denis) et le plus bas (45 mètres) à sa limite ouest, dans la vallée du Ruisseau du Fresnay, à l'endroit où ce modeste cours d'eau quitte le territoire communal. Le bourg est vers 60 mètres d'altitude.
La commune est située dans le bassin Loire-Bretagne. Elle est drainée par le ruisseau de Fresnay et le ruisseau du Grand Bat,,, affluents de l'Illet, sous-affluents de l'Ille, et font donc partie du bassin hydrographique du fleuve côtier Vilaine.

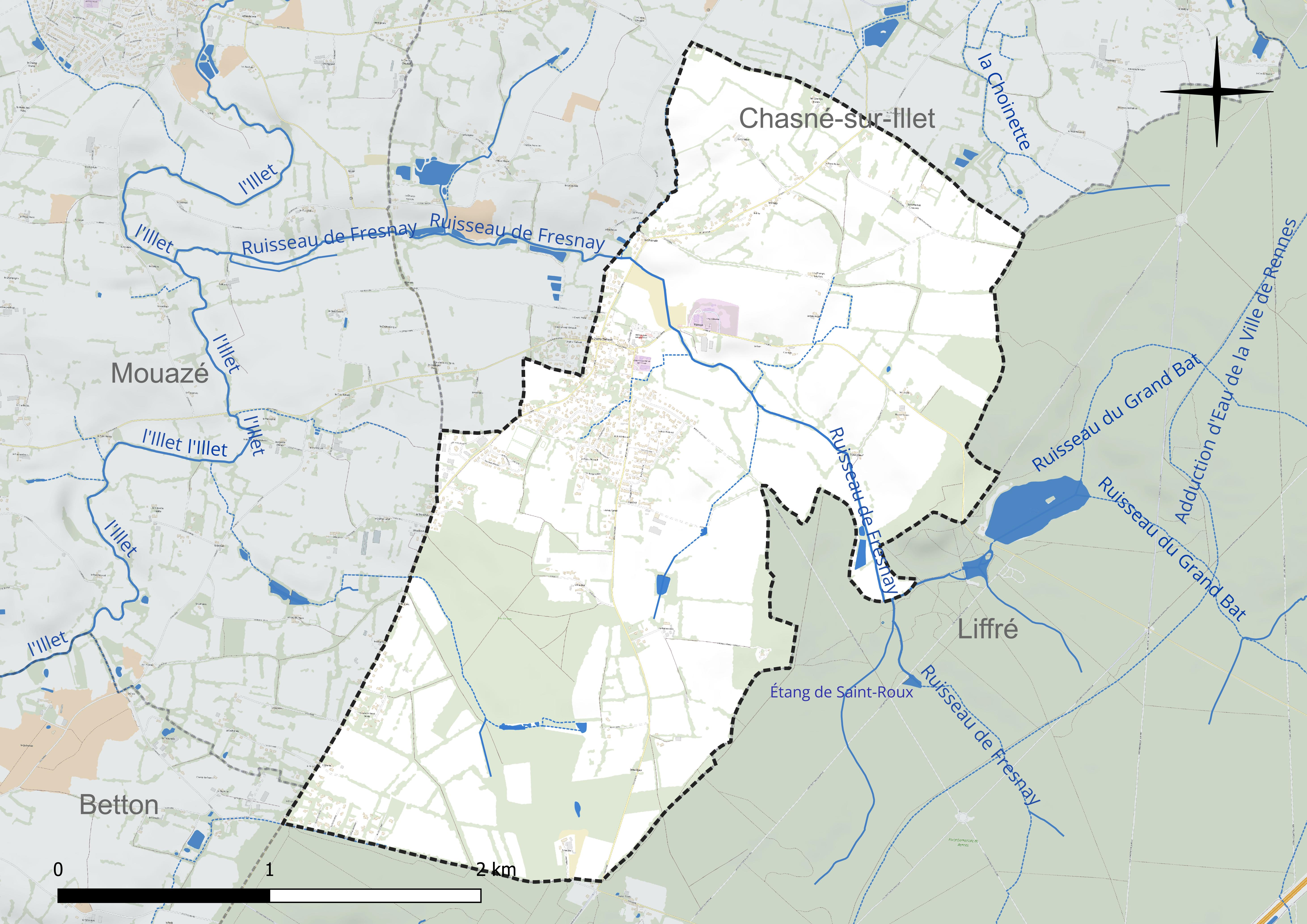
Le réseau hydrographique de Saint-Sulpice-la-Forêt.

Pour un article plus général, voir Réseau hydrographique d'Ille-et-Vilaine.

### Climat
Pour des articles plus généraux, voir Climat de la Bretagne et Climat d'Ille-et-Vilaine.
En 2010, le climat de la commune est de type climat océanique altéré, selon une étude du CNRS s'appuyant sur une série de données couvrant la période 1971-2000. En 2020, Météo-France publie une typologie des climats de la France métropolitaine dans laquelle la commune est exposée à un climat océanique et est dans la région climatique  Bretagne orientale et méridionale, Pays nantais, Vendée, caractérisée par une faible pluviométrie en été et une bonne insolation. Parallèlement l'observatoire de l'environnement en Bretagne publie en 2020 un zonage climatique de la région Bretagne, s'appuyant sur des données de Météo-France de 2009. La commune est, selon ce zonage, dans la zone « Sud Est », avec des étés relativement chauds et ensoleillés.  
Pour la période 1971-2000, la température annuelle moyenne est de 11,4 °C, avec une amplitude thermique annuelle de 12,7 °C. Le cumul annuel moyen de précipitations est de 783 mm, avec 13 jours de précipitations en janvier et 6,9 jours en juillet. Pour la période 1991-2020, la température moyenne annuelle observée sur la station météorologique la plus proche, située sur la commune de Feins à 13 km à vol d'oiseau, est de 11,9 °C et le cumul annuel moyen de précipitations est de 816,2 mm,. Pour l'avenir, les paramètres climatiques de la commune estimés pour 2050 selon différents scénarios d'émission de gaz à effet de serre sont consultables sur un site dédié publié par Météo-France en novembre 2022.

## Urbanisme

### Typologie
Au 1er janvier 2024, Saint-Sulpice-la-Forêt est catégorisée bourg rural, selon la nouvelle grille communale de densité à sept niveaux définie par l'Insee en 2022.
Elle est située hors unité urbaine. Par ailleurs la commune fait partie de l'aire d'attraction de Rennes, dont elle est une commune de la couronne,. Cette aire, qui regroupe 183 communes, est catégorisée dans les aires de 700 000 habitants ou plus (hors Paris),.

### Occupation des sols
L'occupation des sols de la commune, telle qu'elle ressort de la base de données européenne d'occupation biophysique des sols Corine Land Cover (CLC), est marquée par l'importance des territoires agricoles (76,6 % en 2018), une proportion sensiblement équivalente à celle de 1990 (76,9 %). La répartition détaillée en 2018 est la suivante : 
prairies (30,8 %), zones agricoles hétérogènes (25,9 %), terres arables (19,8 %), forêts (16,6 %), zones urbanisées (6,8 %). L'évolution de l'occupation des sols de la commune et de ses infrastructures peut être observée sur les différentes représentations cartographiques du territoire : la carte de Cassini (XVIIIe siècle), la carte d'état-major (1820-1866) et les cartes ou photos aériennes de l'IGN pour la période actuelle (1950 à aujourd'hui).

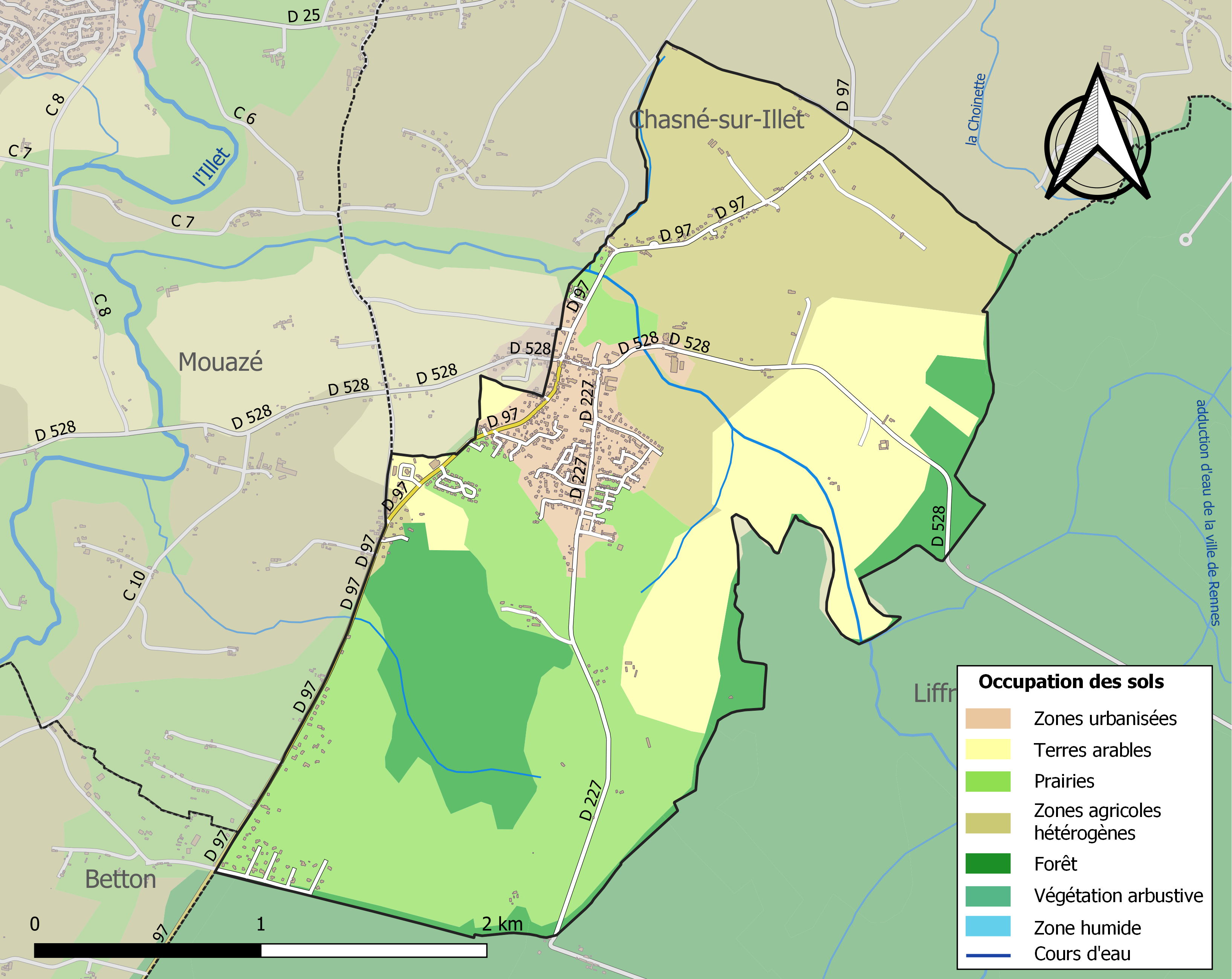
Carte des infrastructures et de l'occupation des sols de la commune en 2018 (CLC).

## Toponymie
Le nom de la localité est attesté sous les formes Sancto Sulpicio en 1046, ecclesia Sancti Sulpicii en 1200, paro chia Sancti Sulpitii de Abbatia en 1516. Jean-Baptiste Ogée la nomme "Saint-Sulpice-près-l'Abbaye" en 1778. L'origine est romane. Son nom vient de saint Sulpice, évêque de Bourges de 584 à 591, patron de son église paroissiale, et de sa situation en zone forestière. Sulpice est le nom d'une importante famille romaine. On l'interprète généralement comme un dérivé du latin vulpes, « renard », précédé du vieux préfixe indoeuropéen su-, « bon », « bien ». L'ancien nom est Saint-Sulpice des Bois[Quand ?]. En gallo, langue traditionnelle des habitants de Saint-Sulpice-la-Forêt, la commune est appelée L'Abaï.

## Histoire

### Antiquité
La voie romaine allant de Condate Riedonum (Rennes) à Legedia (Avranches) et Cosedia (Coutances) suivait le tracé de l'actuelle D 97 depuis les Gayeulles (en Rennes) jusqu'au hameau du Tronchay, filant ensuite plein nord, passant notamment par un hameau au toponyme révélateur "Le Chemin Chaussé" ; son tracé coïncide avec la limite communale entre Saint-Sulpice-la-Forêt et Mouazé.

### Moyen-Âge
Un premier monastère (un simple couvent ?) aurait été  fondé vers 992, par Conan Ier de Bretagne, pour célébrer sa victoire sur les Angevins.
Selon Albert Le Grand une abbaye qui comprenait deux couvents (l'un d'hommes, l'autre de femmes, soumis tous les deux à la supérieure du couvent des femmes) fut fondée par Raoul de La Fustaye vers 1112 en forêt du Nid-de-Merle (nom que portait alors la forêt  de Rennes) sur un terrain n'appartenant à aucune paroisse ; il la dédia en 1117 à saint Sulpice.
Selon une vieille légende, un pâtre aurait trouvé une petite statue de la Vierge dans un nid de merle, au milieu de la forêt, au bord d'un étang ; elle y brillait merveilleusement et elle y revint à plusieurs reprises quand on voulut la transporter ailleurs. Une chapelle, appelée dans un acte de 1146 « capella Sancte Marie que est super stagnum » fut alors construite à cet endroit ; elle est désormais connue sous le nom de "chapelle Notre-Dame-sur-l'eau".
Au début du XIIIe siècle, Pierre de Dinan, évêque de Rennes, accorda aux moniales de Saint-Sulpice la création d'une paroisse, dotée d'un prieuré-cure, occupé d'abord par des frères Condonats de Saint-Sulpice, puis par des Bénédictins. L'église initiale semble dater du XIIe siècle, donc serait antérieure à la création de la paroisse, construite probablement par l'abbesse pour les besoins spirituels de ses vassaux, un bourg monastique constitué pendant longtemps d'une rue unique (un village-rue, aussi village de défrichement) s'étant développé au voisinage de l'abbaye.
Un abbé de l'abbaye Saint-Sulpice de Bourges, Philippe, envoya en 1240 des reliques de saint Sulpice â l'abbaye de Saint-Sulpice-des-Bois et une partie de celles-ci fut rétrocédée à l'église paroissiale.
En 1432 le duc de Bretagne Jean V transfère au vendredi le droit de tenir foire et marché dans le bourg de Saint-Sulpice, droit accordé le dimanche par un de ses prédécesseurs.

### Temps modernes
La paroisse de Saint-Sulpice était divisée en trois "traits" dénommés la Ville, la Corbière et la Rue. En 1630 une confrérie de la Nativité de Notre-Dame est érigée dans l'église paroissiale par le pape Urbain VII (une confrérie du Rosaire existait dans l'église abbatiale). Deux chapelles existaient : Notre-Dame-sur-l'Eau et Saint-Nicolas (toutes deux disparues, de même que l'église abbatiale). En 1714 l'abbesse de Saint-Sulpice-des-Bois payait au recteur-prieur une portion congrue de 300 livres.

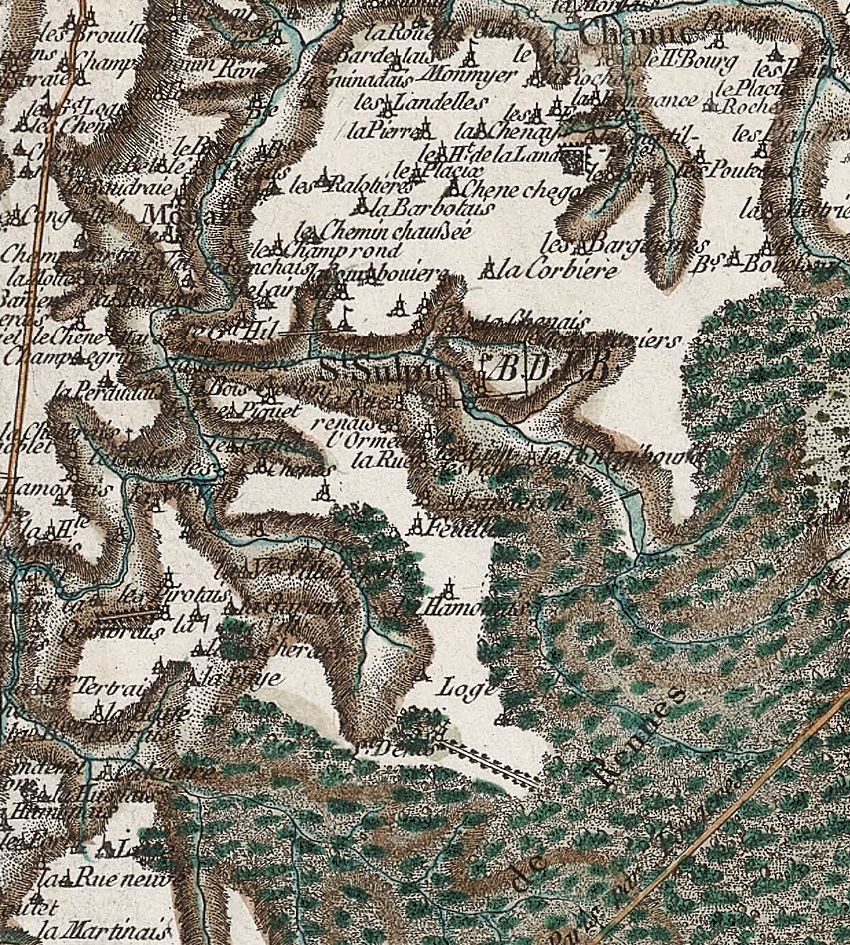
Carte de Cassini de Saint-Sulpice-des-Bis (Saint-Sulpice-la-Forêt) et de ses environs (1803).

Jean-Baptiste Ogée décrit ainsi Saint-Sulpice-la-Forêt en 1778 :

« Saint-Sulpice-près-l'Abbaye ; dans un fond, à 3 lieues au Nord-Est de Rennes, son évêché et son ressort ; et à 3 lieues de Saint-Aubin-du-Cormier, sa sous-délégation. On y compte 350 communiants : la cure est présentée par l'Abbesse de Saint-Sulpice. Cette paroisse est située au bord de la forêt de Rennes, qui appartient au Roi, et contient environ cinq mille cinq cents vingt arpents , plantés en futaie et taillis ; il n'y en a qu'une partie dans ce territoire, qui est arrosé de différents ruisseaux , qui prennent leur source dans l'étang Neuf et l'étang des Comtes, situés à l'entrée de la forêt : au reste, les productions du terroir sont le grain, le foin et le cidre. L'an 1160, 
Étienne, évêque de Rennes, accorda à Marmoutier la présentation de cette cure et les deux tiers du casuel. La paroisse a deux hautes justices, dont l'une s'exerce à Vitré : elles appartiennent toutes les deux à l'abbesse de Saint-Sulpice. »

Jean-Mathurin Le Beschu, pourvu de la cure en 1782, fut le dernier recteur de l'Ancien Régime, restant en place jusqu'au début de la Révolution française.

### Révolution française
Le général de la paroisse de Saint-Sulpice-des-Bois se réunit le 29 mars 1789 en vue de la préparation des États généraux sous la présidence  de Fortunat-Toussaint Louvel, sénéchal de l'abbaye de Saint-Sulpice en présence de 21 paroissiens ; Jean Gehors et Jean Buffé furent élus pour représenter  la paroisse à  l'assemblée 
du tiers-état de la sénéchaussée. Il n'y eut pas de cahier de doléances rédigé.
Les religieuses sont chassées de l'abbaye, devenue bien national, en 1792. Vendue, elle devient une carrière de pierres. Le moulin de l'abbaye, ancien moulin banal, est désaffecté et l'Étang Neuf est, quelques années plus tard, asséché.

### LeXIXesiècle

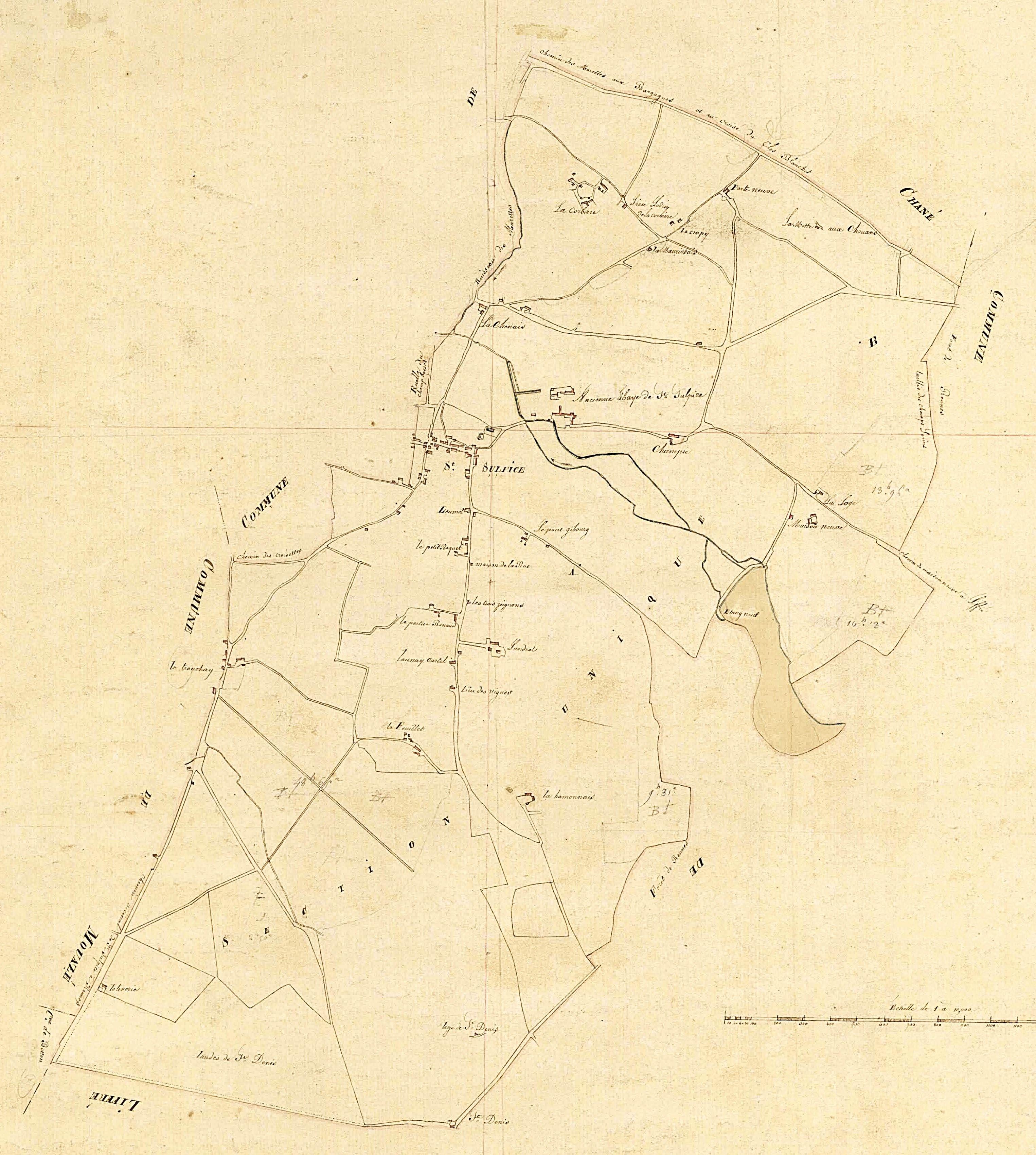
Saint-Sulpice-la-Forêt ː plan cadastral de 1826 (tableau d'assemblage).

Après le Concordat, Saint-Sulpice perd son statut de paroisse et son territoire est uni à celle de Chasné, avant qu'une ordonnance royale ne la restaure en 1820.
En 1827 la commune de Saint-Sulpice-des-Bois prend le nom de Saint-Sulpice-la-Forêt. En 1846 une maison est achetée dans le centre du bourg pour en faire une école au rez-de-chaussée et une mairie à l'étage (la mairie est transférée en 1865 dans une autre maison). Une nouvelle mairie-école est construite en 1885.
La commune compte seulement 389 habitants en 1846, dont 98 au bourg, répartis en 27 ménages.

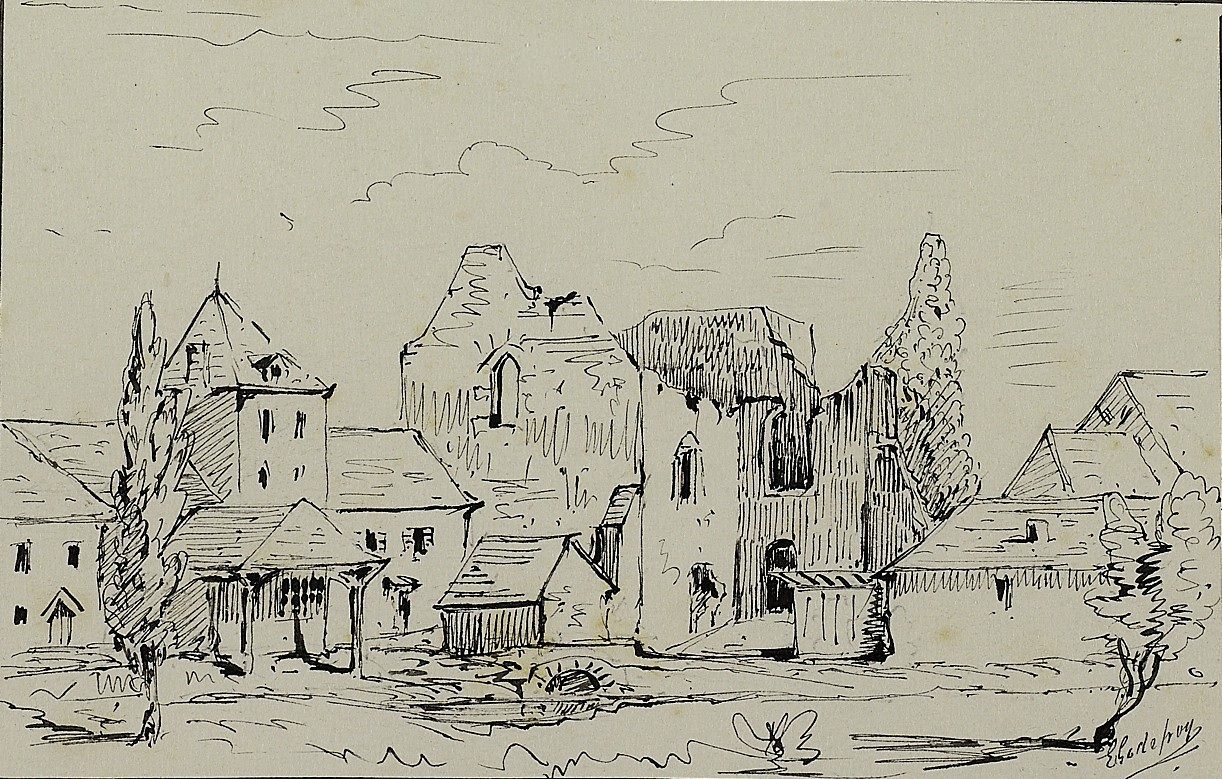
Dessin représentant les ruines de Saint-Sulpice-la-Forêt (Saint-Sulpice-des-Bois) en 1851.

A. Marteville et P. Varin, continuateurs d'Ogée, décrivent ainsi Saint-Sulpice-la-Forêt en 1853 :

« Saint-Sulpice-près-l'Abbaye ou Saint-Sulpice-la-Forêt (sous l'invocation de saint Sulpice, évêque de Bourges, fêté le 17 janvier) ; commune formée de l'ancienne paroisse de ce nom ; aujourd'hui succursale. (..) Principaux villages : la Corbière, Maison-Neuve, Laudret, le Feuillet. Superficie totale 671 hectares 77 ares, dont (..) terres labourables 297 ha, prés et pâturages 52 ha, bois 98 ha, vergers et jardins 10 ha, landes et incultes 171 ha, étangs 11 ha (..). Moulin de l'Abbaye. Le bourg, jeté à l'un des angles de la belle forêt de Rennes, est contigu aux bâtiments de l'ancienne abbaye de Saint-Sulpice, actuellement propriété particulière. Dans ces dernières années, un propriétaire, peu admirateur d'archéologie, a fait sauter la presque totalité de l'église de cette abbaye : les bâtiments privés sont seuls restés debout. Nous y avons remarqué une partie restaurée dans le commencement du XVe siècle et qui, si nous avons bonne mémoire, porte une inscription au nom de l'abbesse Gillette de Tulle. Le propriétaire actuel, M. Evain, sous-intendant militaire, a fait procéder à quelques restaurations très intelligentes. (..) Il y avait jadis, en Saint-Sulpice, deux étangs assez beaux, dont l'un avait plus de 10 ha de superficie. Il n'en reste plus qu'un aujourd'hui, encore parle-t-on de le dessécher. Le territoire de Saint-Sulpice contient quelques bois et de belles prairies. Le paysage offre partout des points de vue charmants, quoique la plupart soient limités par la forêt de Rennes. Géologie : schiste argileux. On parle le français [en fait le gallo]. »

En 1853, le jour de l'Ascension, le feu prit en forêt de Rennes dans le quartier dit de la Mine : «  le tocsin a sonné dans les communes de Liffré, Betton, Saint-Sulpice et Thorigné. Les curés de ces communes sont accourus à la tête de leurs paroissiens, avec un zèle admirable ». Plus de 20 hectares ont été brûlés.

### LeXXesiècle

#### La Belle Époque
Une ligne des Tramways d'Ille-et-Vilaine, partant de Mi-Forêt (en Liffré), via Saint-Sulpice-la-Forêt, Chasné, Saint-Aubin-d'Aubigné et Andouillé-Neuville, rejoignant la ligne précédemment cité à Sautoger (au sud de Sens) ouvrit en 1905 et ferma en 1937 ; sa construction suscita quelques polémiques. La gare de Saint-Sulpice-la-Forêt se trouvait entre le domaine de l’abbaye et le lieu-dit « La Loge ».

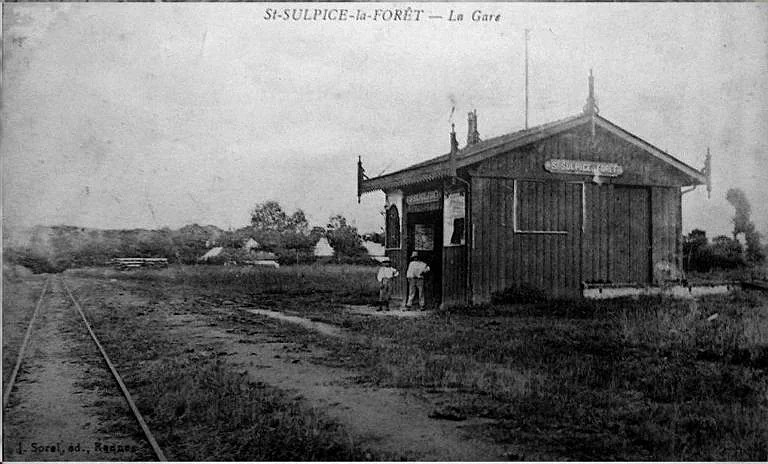
La gare de tramways de Saint-Sulpice-la-Forêt au début du XXe siècle (carte postale).
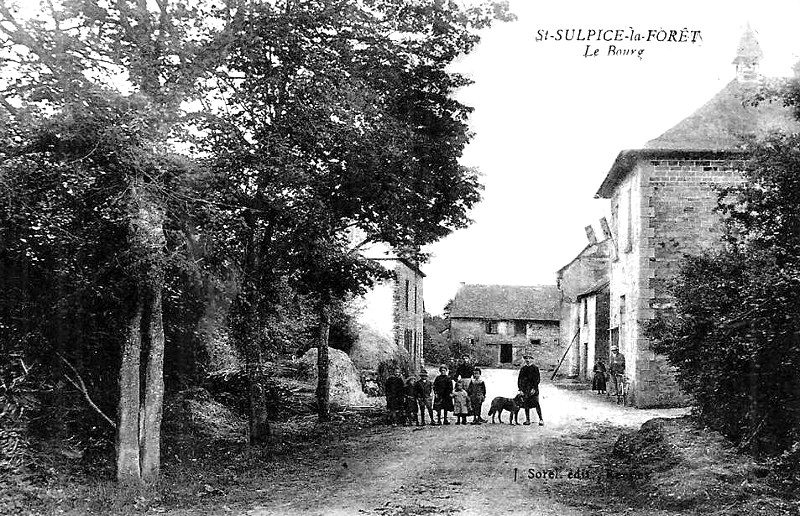
Le bourg de Saint-Sulpice-la-Forêt au début du XXe siècle (carte postale).
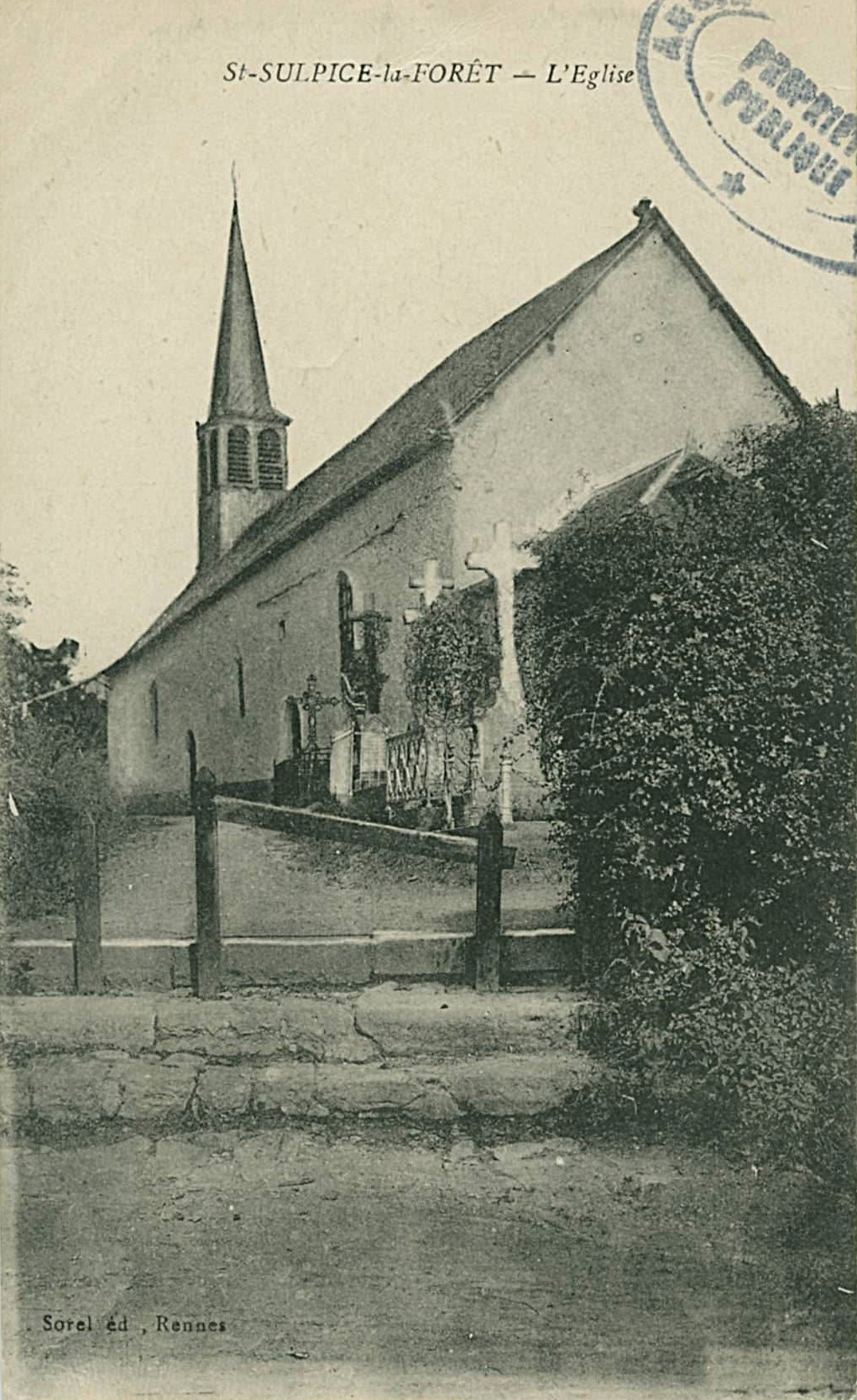
Saint-Sulpice-la-Forêt ː l'église paroissiale Saint-Sulpice au début du XXe siècle (carte postale).
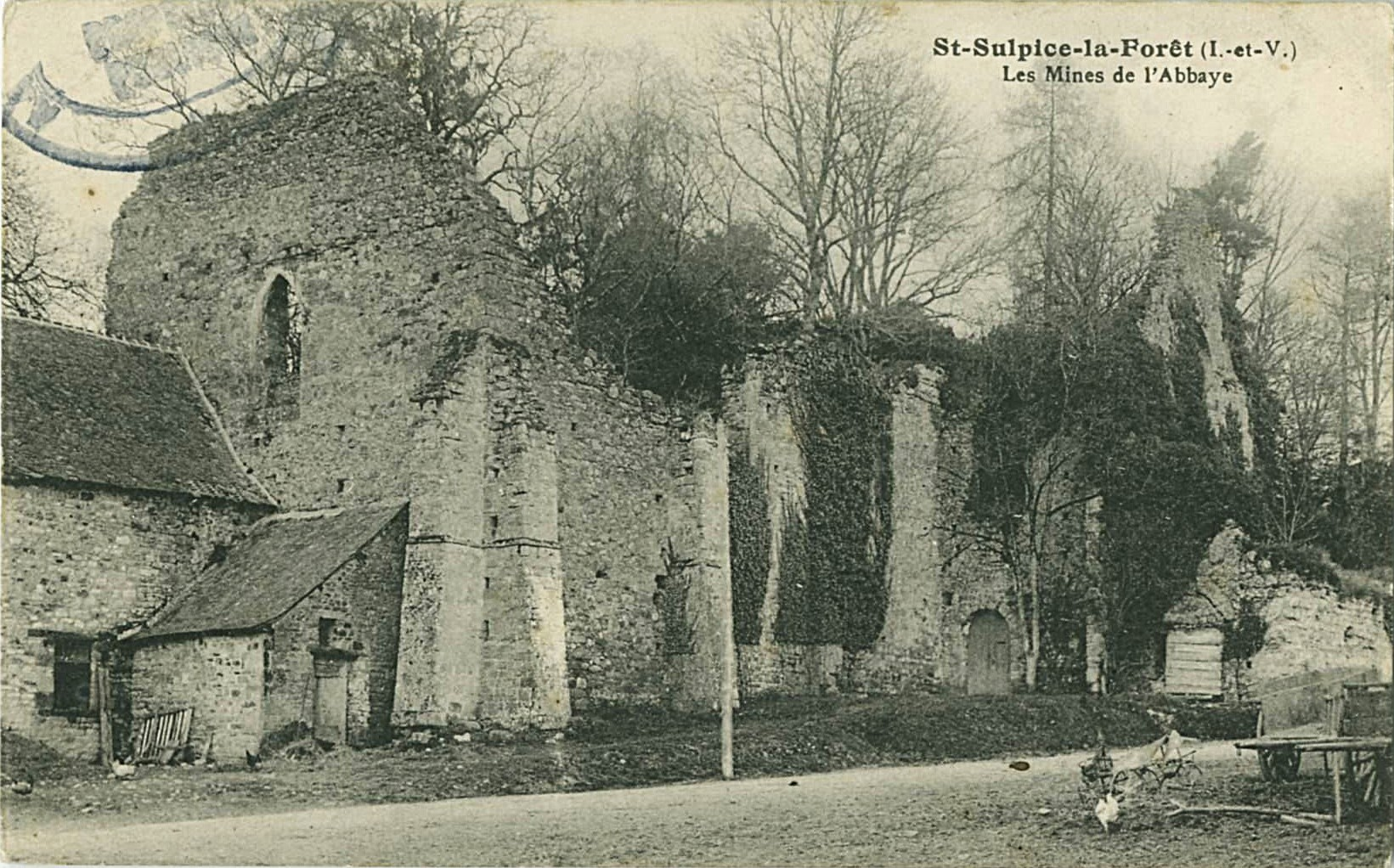
Saint-Sulpice-la-Forêt ː les ruines de l'abbaye de Saint-Sulpice-des-Bois (abbaye Notre-Dame du Nid-au-Merle) au début du XXe siècle (carte postale).
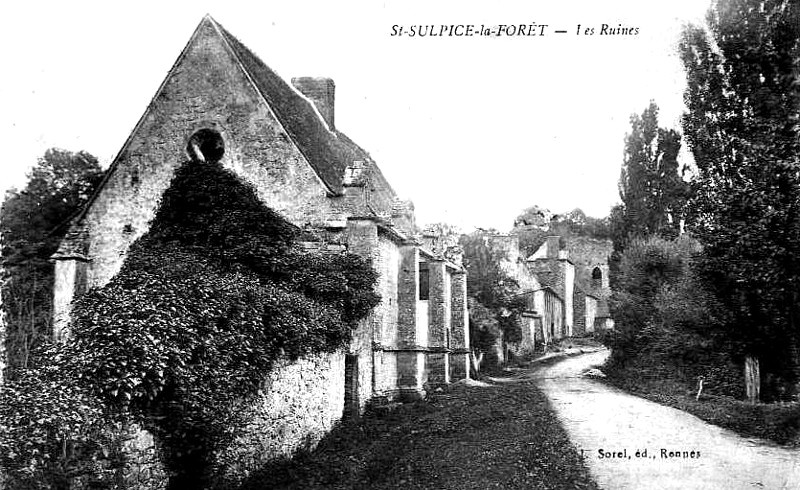
Saint-Sulpice-la-Forêt ː les ruines de l'ancienne abbaye de Saint-Sulpice-des-Bois (Abbatiale Notre-Dame du Nid-au-Merle) au début du XXe siècle (carte postale).
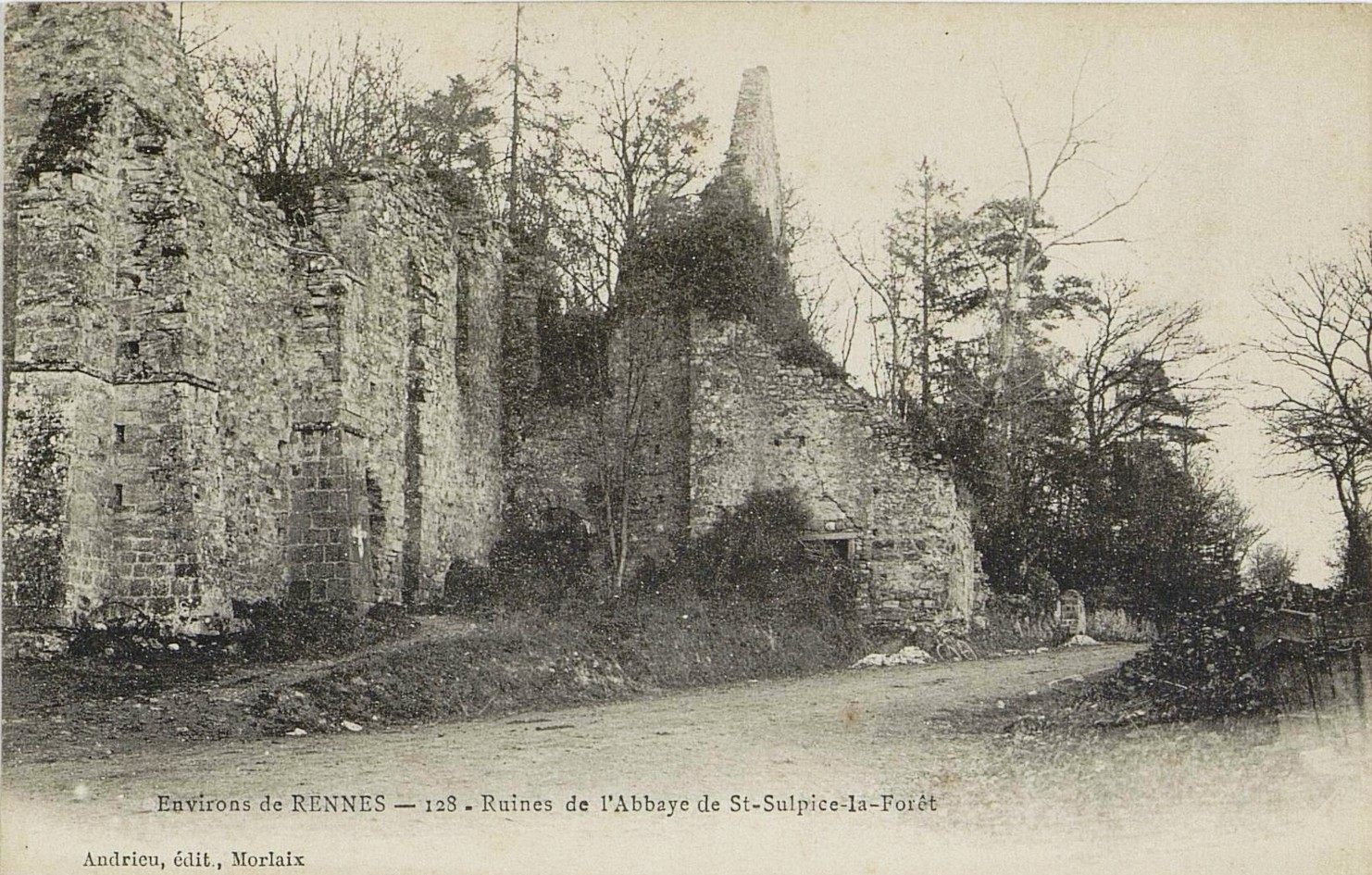
Saint-Sulpice-la-Forêt ː les ruines de l'ancienne abbaye de Saint-Sulpice-des-Bois (Abbatiale Notre-Dame du Nid-au-Merle) au début du XXe siècle (carte postale).
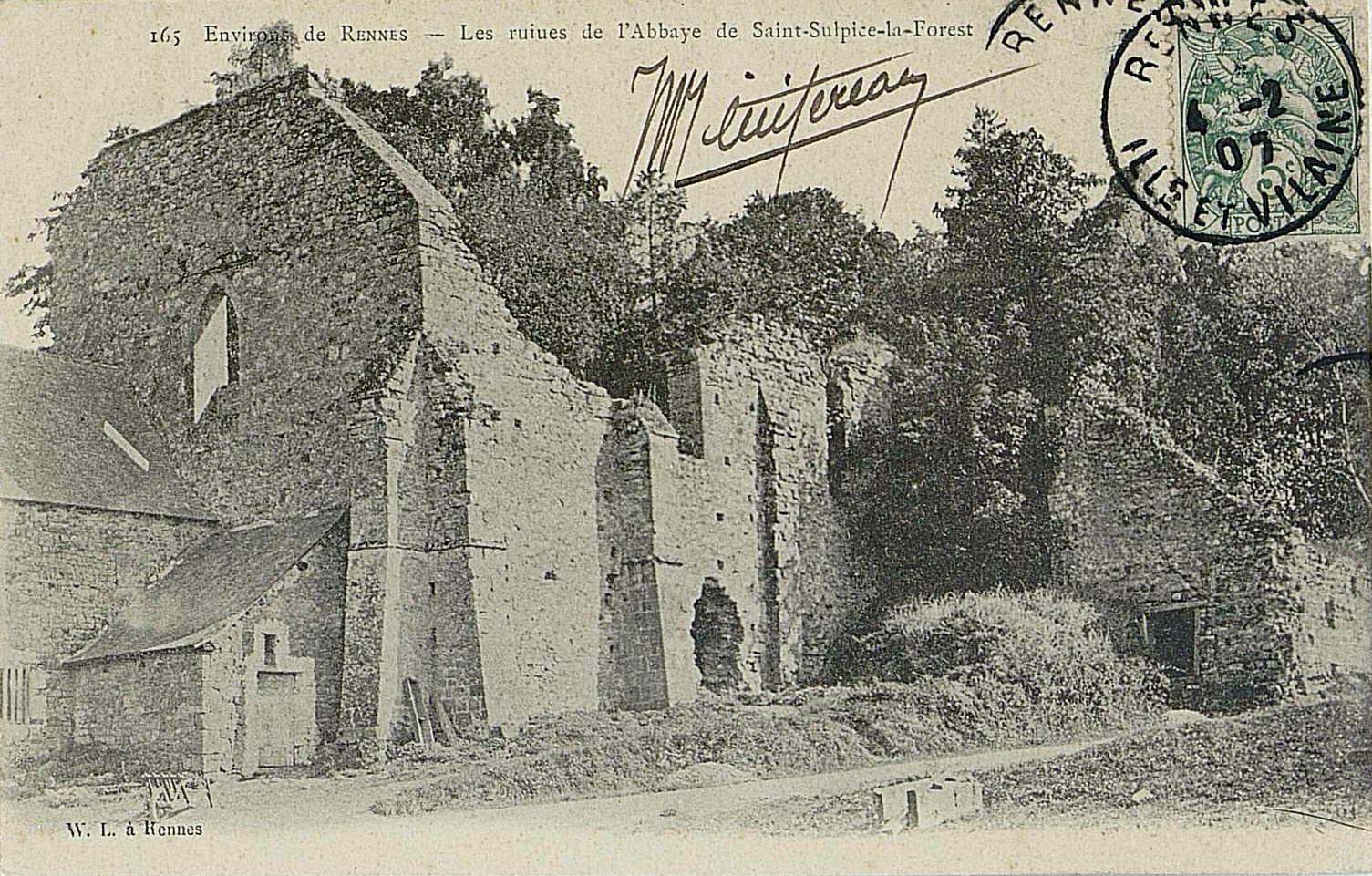
Saint-Sulpice-la-Forêt ː les ruines de l'ancienne abbaye de Saint-Sulpice-des-Bois (Abbatiale Notre-Dame du Nid-au-Merle) au début du XXe siècle (carte postale).
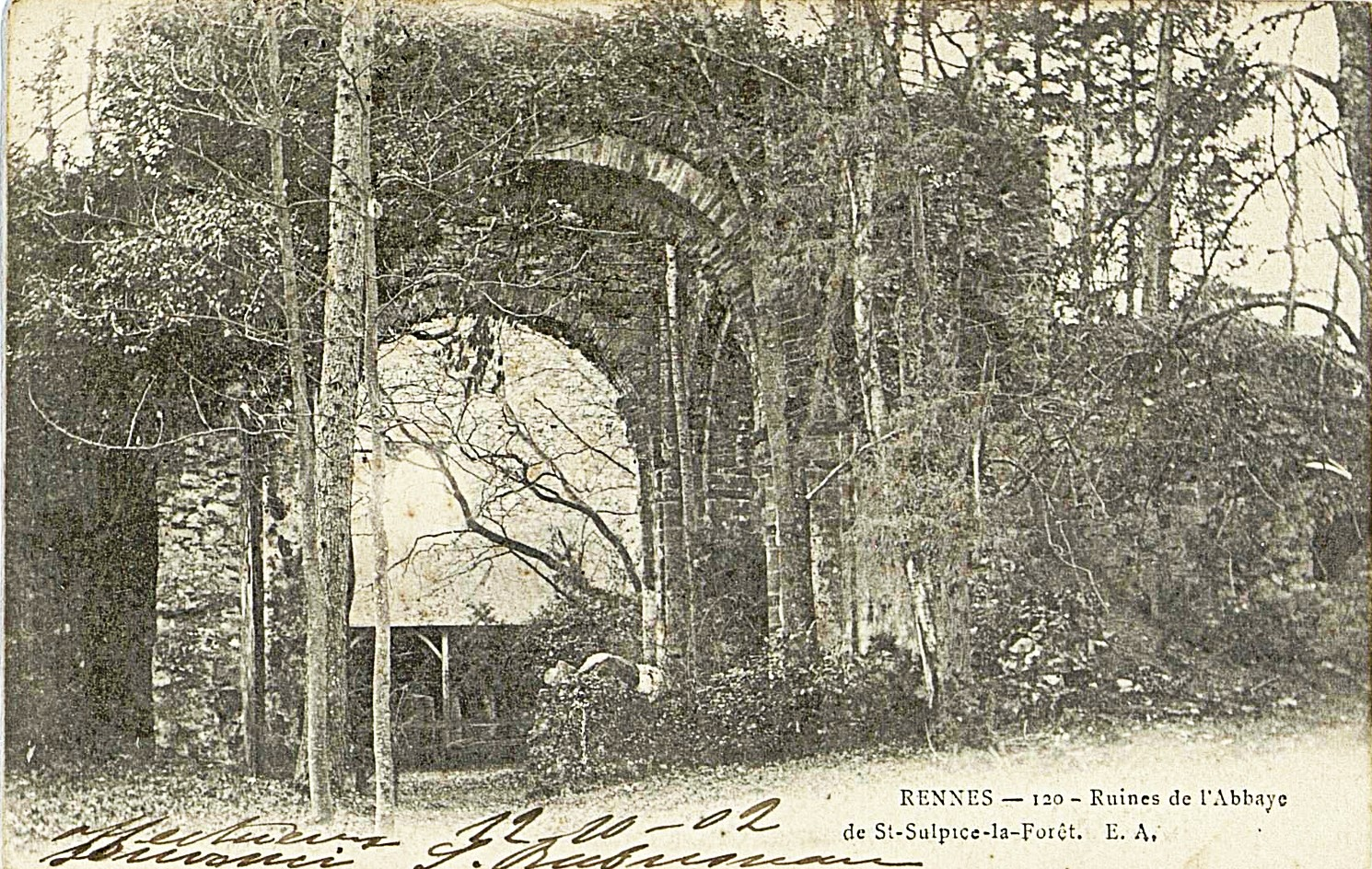
Saint-Sulpice-la-Forêt ː les ruines de l'abbaye de Saint-Christophe-des-Bois (Abbatiale Notre-Dame du Nid-au-Merle) au début du XXe siècle (carte postale).

#### La Première Guerre mondiale
Le monument aux morts de Saint-Sulpice-la-Forêt porte les noms de 18 soldats morts pour la France pendant la Première Guerre mondiale : tous sont morts sur le sol français, une incertitude existant toutefois pour 2 d'entre eux dont ni le lieu ni la date de décès ne sont indiqués.

#### L'Entre-deux-guerres
Le monument aux morts fut inauguré le 12 juin 1921 en présence d'une foule énorme. «  Pas une maison qui ne fut décorée avec goût et souvent avec art. Partout drapeaux, ars de triomphe, arbustes, fleurs, guirlandes ornant les rues et produisant le plus gracieux effet. L'église était trop petite pour contenir la nombreuse assistance qui s'y pressait. À l'issue de la cérémonie religieuse a eu lieu l'inauguration du monument érigé au cimetière en bordure de la route de Liffré. Cette œuvre de M. Savinet est une stèle en granit sur le piédestal de laquelle sont gravés les noms des 17 héros de la commune ».

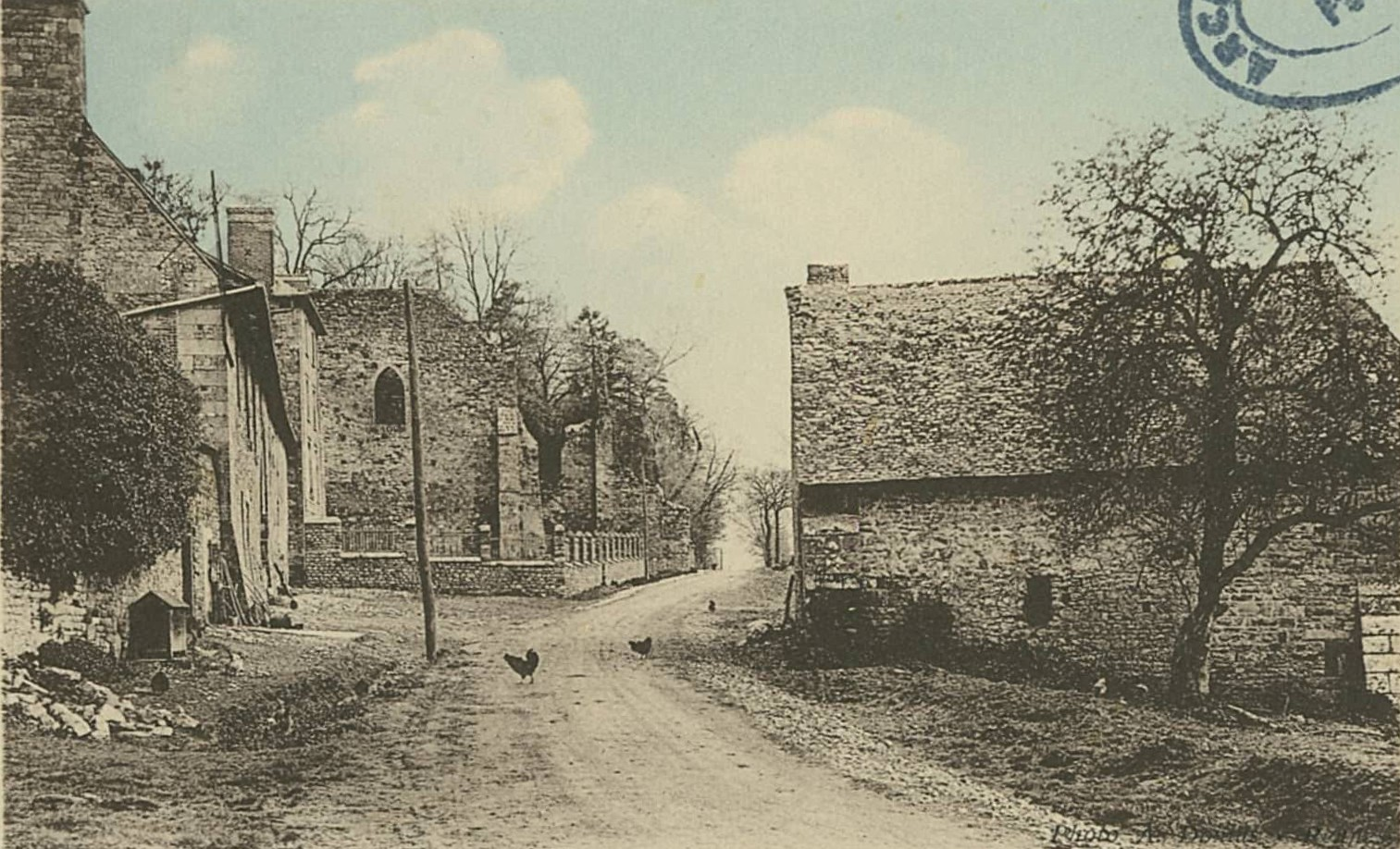
Saint-Sulpice-la-Forêt ː les ruines de l'abbaye de Saint-Sulpice-des-Bois (abbaye Notre-Dame du Nid-au-Merle) vers 1925 (carte postale colorisée).
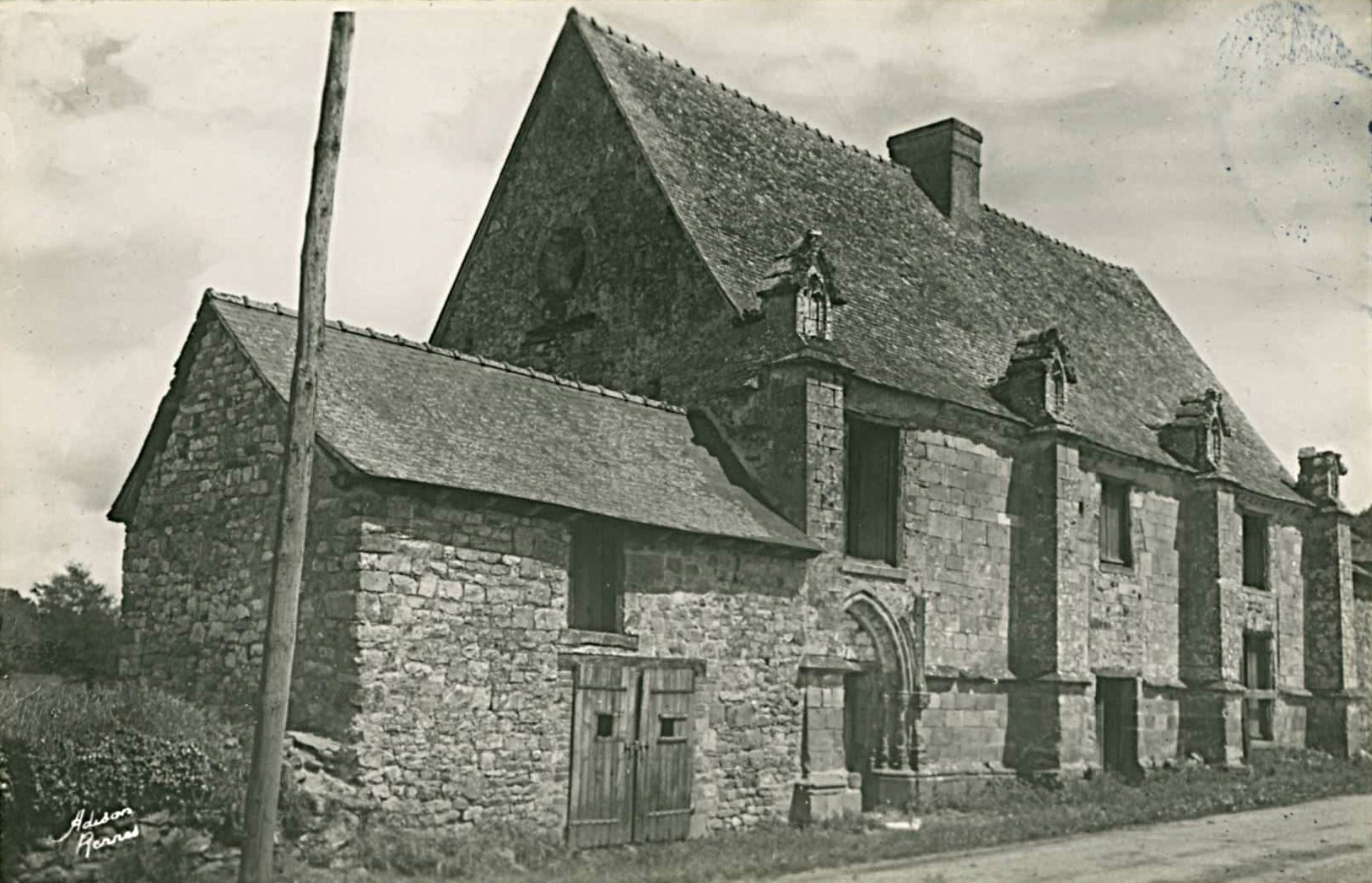
Saint-Sulpice-la-Forêt ː ancienne chapelle Notre-Dame-de-la-Forêt (XVe siècle, carte postale).

La commune demande en 1921 l'installation du téléphone (elle avait refusé en 1909) ; le bourg est électrifié en 1933 et la rue du bourg goudronnée en 1938.

#### La Seconde Guerre mondiale
Le monument aux morts de Saint-Sulpice-la-Forêt porte les noms de 3 personnes mortes pour la France pendant la Seconde Guerre mondiale : parmi eux, Joseph Lesné, mort des suites de ses blessures sur le paquebot Président Doumer le 4 mars 1940 dans le port de Brest ; Jacques Lebreton, matelot à bord du cuirassé Bretagne, tué lors de l'attaque anglaise de Mers el-Kébir le 3 juillet 1940 et Prosper Alleaume, prisonnier de guerre, victime d'un bombardement allié le 21 avril 1945 à Munich (Allemagne).
Après le débarquement de Normandie un camion gazogène chargé de bois stationné près du cimetière est mitraillé par un avion allié ; des tombes et des croix du cimetière, ainsi que des vitraux  et le coq surmontant le clocher de l'église sont endommagés. La commune est libérée dans la nuit du 1 au 2 août 1944 par deux tanks américains après que des convois allemands chargés de munitions provenant du camp Maria aient été attaqués, notamment à Saint-Denis et à Champie.

#### L'après Seconde Guerre mondiale
Louis Blanchet, tirailleur au 15e régiment de tirailleurs sénégalais, est mort pour la France le 11 mai 1957 lors de la Guerre d'Algérie.
Le centre aéré Dominique Savio, ouvert dans la décennie 1960 et toujours en activité a accueilli pendant des décennies des générations de jeunes Rennais, garçons et filles, pour de grands jeux en forêt, des rallyes pédestres, des parties de football, des initiations à la natation, etc..

## Héraldique et logotype

### Héraldique
|  | Blasonnement : D'argent à l'église de sinople, maçonnée et essorée de sable ; à la barre palée de sable et d'argent. |

### Signification du logotype
| Logotype de la Ville de Saint-Sulpice-la-Forêt | Logotype de la Ville de Saint-Sulpice-la-Forêt : Signification à compléter |

## Politique et administration

### Rattachements administratifs et électoraux

#### Circonscriptions de rattachement
Saint-Sulpice-la-Forêt appartient à l'arrondissement de Rennes et au canton de Liffré depuis sa création.
Pour l'élection des députés, la commune fait partie de la deuxième circonscription d'Ille-et-Vilaine, représentée depuis juillet 2024 par Tristan Lahais (G·s). Sous le Second Empire, elle appartenait à la circonscription de Rennes, de 1876 à 1919 à la deuxième circonscription de Rennes, de 1928 à 1940 à la première circonscription de Rennes, de 1958 à 1986 à la 1re circonscription (Rennes-Nord) et enfin de 1986 à 2010 à la 6e circonscription (Fougères).

#### Intercommunalité
Depuis le 1er janvier 1994, la commune appartient à Rennes Métropole (anciennement Rennes District). Auparavant, Saint-Sulpice-la-Forêt était ce qu'on appelle une commune isolée, c'est-à-dire n'appartenant à aucune intercommunalité.
Saint-Sulpice-la-Forêt fait aussi partie du Pays de Rennes.

#### Institutions judiciaires
Sur le plan des institutions judiciaires, la commune relève du tribunal judiciaire (qui a remplacé le tribunal d'instance et le tribunal de grande instance le 1er janvier 2020), du tribunal pour enfants, du conseil de prud'hommes, du tribunal de commerce, de la cour d'appel et du tribunal administratif de Rennes et de la cour administrative d'appel de Nantes.

### Administration municipale
Le nombre d'habitants au dernier recensement étant compris entre 500 et 1 499, le nombre de membres du conseil municipal est de 15.

### Liste des maires
| Période      | Période                   | Identité                 | Étiquette | Qualité |
| ------------ | ------------------------- | ------------------------ | --------- | --- |
| 1790         | 1792                      | René Mathieu Cuisnier    |           | Ancien chirurgien de l'abbaye de Saint-Sulpice-des-Bois.                                                              |
| 1793         | 1798                      | Jean Ruaudel.            |           | Agent national. |
| 1799         | 1815                      | Joseph Elie              |           | Laboureur. |
| 1816         | 1826                      | Mathurin Touffait        |           | Cultivateur. |
| 1827         | 1830                      | René Prosper Cuisnier    |           | Fils de René Mathieu Cuisnier, premier maire de la commune.                                                           |
| 1831         | 1835                      | Jean Ruaudel             |           | Déjà agent national (maire) entre 1793 et 1798.                                                                       |
| 1836         | 1843                      | René Prosper Cuisnier    |           | Déjà maire entre 1827 et 1830.                                                                                        |
| 1844         | 1852                      | François Moulin          |           | Maréchal-ferrant. |
| 1852         | 1860                      | Pierre Marie Mouton      |           | Aubergiste. |
| 1860         | 1883                      | Jules Gay                |           | Propriétaire. |
| 1883         | 1884                      | François Trubert         |           | Cultivateur. |
| 1884         | 1889                      | Hyacinthe Alleaume       |           | |
| 1889         | 1896                      | Mathurin Cheminet        |           | |
| 1896         | 1908                      | François Aubrée          |           | Cultivateur. |
| 1908         | 1939                      | François Trubert         |           | Cultivateur. Fils de François Trubert, maire en 1883-1884. Dénommé à tort Travert dans un article de journal en 1919. |
| 1939         | 1944                      | Francis Lebastard        |           | Agriculteur. |
| 1944         | mars 1971                 | Aristide Rey du Boissieu |           | Agriculteur. Maire honoraire Croix de guerre 1914-1918                                                                |
| mars 1971    | mars 1977                 | Francis Day.             |           | Cultivateur. Adjoint au maire (1959 → 1971)                                                                           |
| mars 1977    | juin 1995                 | Michel Descormiers       |           | Retraité |
| juin 1995    | 7 avril 1999 (démission)  | Gilles Siroy             |           | Ingénieur et conseil en organisation                                                                                  |
| 24 juin 1999 | 23 mars 2001              | Gérard Lescoat           | DVG       | Directeur de recherche CNRS, 1er adjoint (1995 → 1999)                                                                |
| 23 mars 2001 | 23 mars 2008              | Yves Nicolas             | DVG       | |
| 23 mars 2008 | 28 mars 2014              | Jean-Yves Duval          |           | Ancien responsable d'un négoce de matériaux plastiques                                                                |
| 28 mars 2014 | En cours (au 27 mai 2020) | Yann Huaumé              | DVG       | Directeur associatif 18e vice-président de Rennes Métropole (2020 → ) Réélu pour le mandat 2020-2026                  |

## Démographie
L'évolution du nombre d'habitants est connue à travers les recensements de la population effectués dans la commune depuis 1793. Pour les communes de moins de 10 000 habitants, une enquête de recensement portant sur toute la population est réalisée tous les cinq ans, les populations de référence des années intermédiaires étant quant à elles estimées par interpolation ou extrapolation. Pour la commune, le premier recensement exhaustif entrant dans le cadre du nouveau dispositif a été réalisé en 2006.
En 2022, la commune comptait 1 557 habitants, en évolution de +19,59 % par rapport à 2016 (Ille-et-Vilaine : +5,46 %, France hors Mayotte : +2,11 %).
| 1793 | 1800 | 1806 | 1821 | 1831 | 1836 | 1841 | 1846 | 1851 |
| ---- | ---- | ---- | ---- | ---- | ---- | ---- | ---- | ---- |
| 377  | 239  | 380  | 442  | 387  | 343  | 295  | 389  | 443  |

| 1856 | 1861 | 1866 | 1872 | 1876 | 1881 | 1886 | 1891 | 1896 |
| ---- | ---- | ---- | ---- | ---- | ---- | ---- | ---- | ---- |
| 343  | 380  | 400  | 398  | 420  | 412  | 393  | 350  | 350  |

| 1901 | 1906 | 1911 | 1921 | 1926 | 1931 | 1936 | 1946 | 1954 |
| ---- | ---- | ---- | ---- | ---- | ---- | ---- | ---- | ---- |
| 364  | 358  | 382  | 370  | 350  | 321  | 308  | 319  | 306  |

| 1962 | 1968 | 1975 | 1982 | 1990  | 1999  | 2006  | 2011  | 2016  |
| ---- | ---- | ---- | ---- | ----- | ----- | ----- | ----- | ----- |
| 299  | 325  | 509  | 731  | 1 064 | 1 307 | 1 429 | 1 433 | 1 302 |

| 2021  | 2022  | - | - | - | - | - | - | - |
| ----- | ----- | - | - | - | - | - | - | - |
| 1 499 | 1 557 | - | - | - | - | - | - | - |

## Culture locale et patrimoine

### Lieux et monuments
- L'abbaye Notre-Dame du Nid-au-Merle (anciennement abbaye de Saint-Sulpice-des-Bois[49]), monastère double créé en 1116 par Raoul de La Futaie. Vestiges de l'abbatiale, dont la plus grande partie est du XIIe siècle. Les seuls éléments sculptés conservés (8 chapiteaux) sont visibles à la croisée du transept, mais sont exposés aux intempéries, l'abbatiale n'ayant plus de toiture[50].

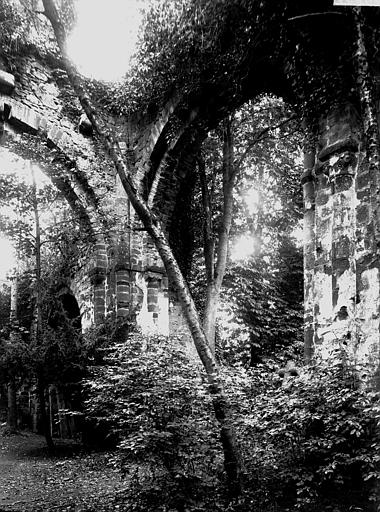
Ancienne abbaye Notre-Dame du Nid-au-Merle, ruines.
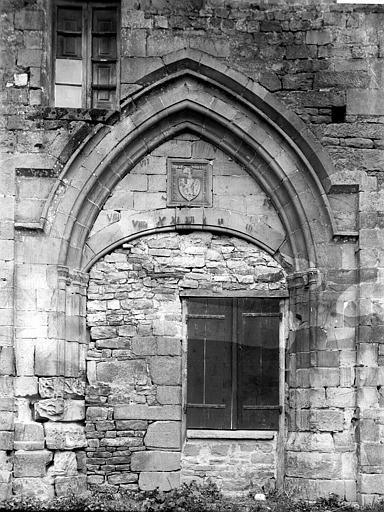
Ancienne abbaye Notre-Dame du Nid-au-Merle, porte murée.
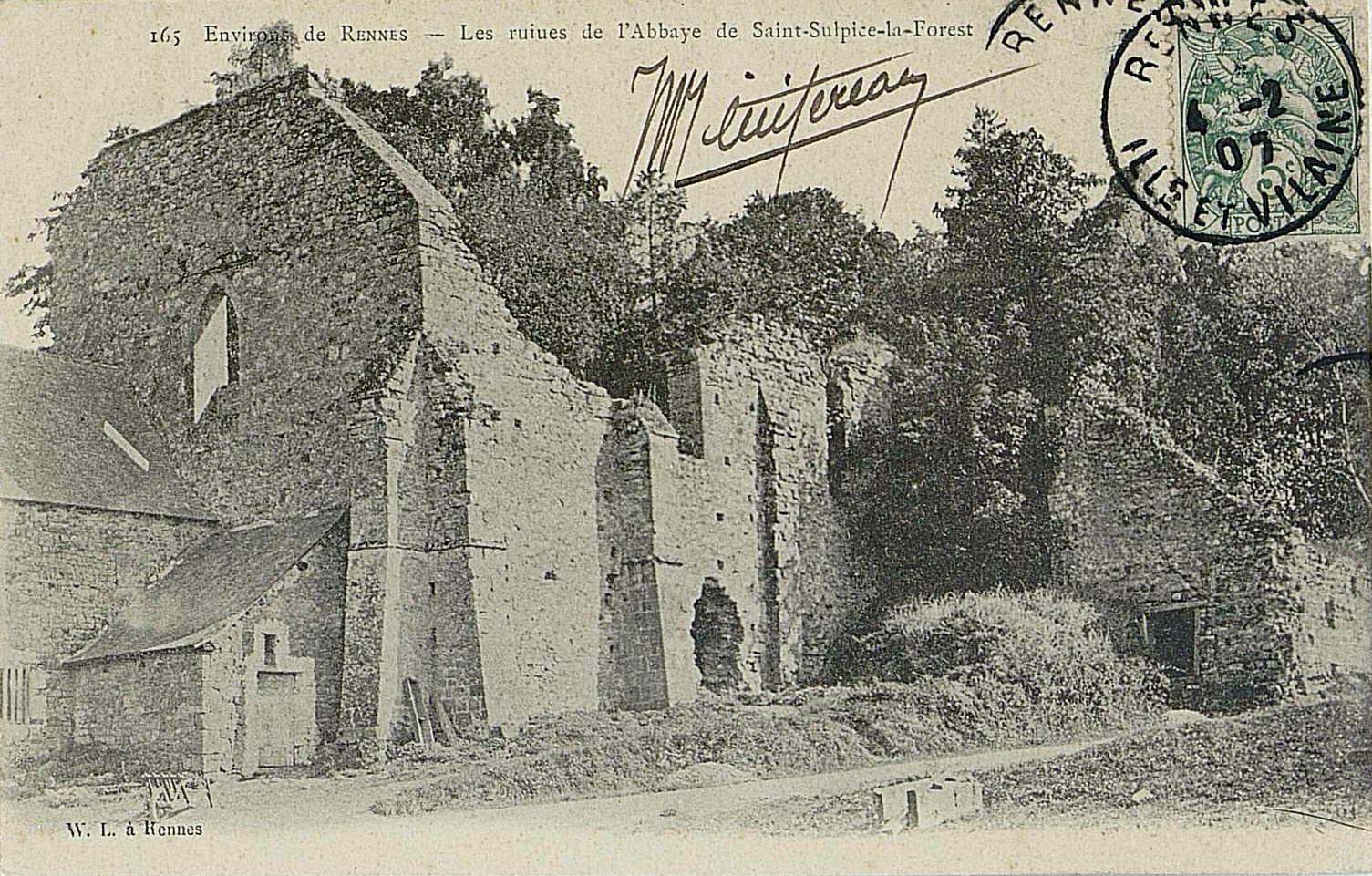
Ruines de l'abbaye de Saint-Christophe-des-Bois (abbaye Notre-Dame du Nid-au-Merle) au début du XXe siècle (carte postale).
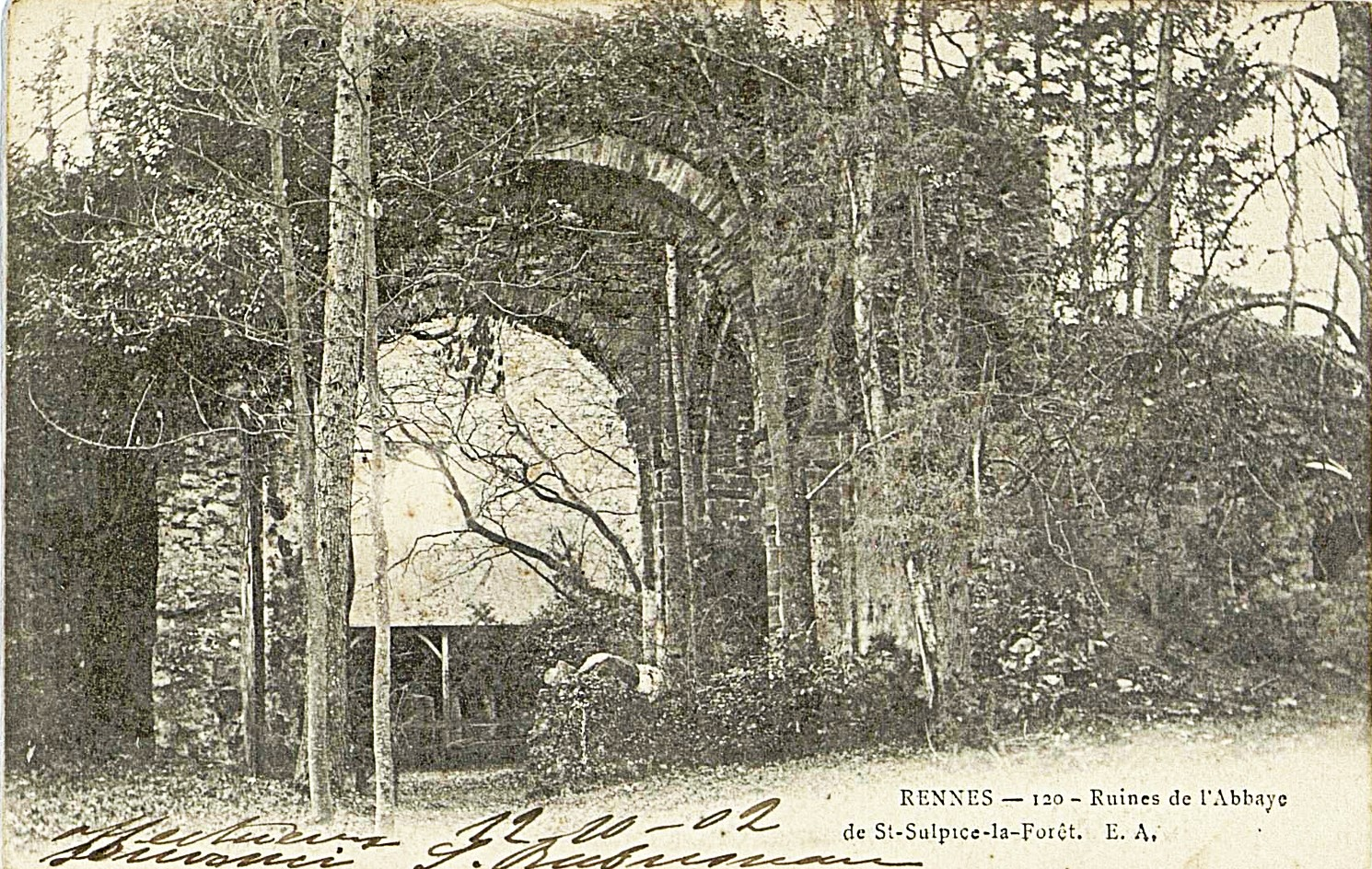
Ruines de l'abbaye de Saint-Christophe-des-Bois (abbaye Notre-Dame du Nid-au-Merle) au début du XXe siècle (carte postale).
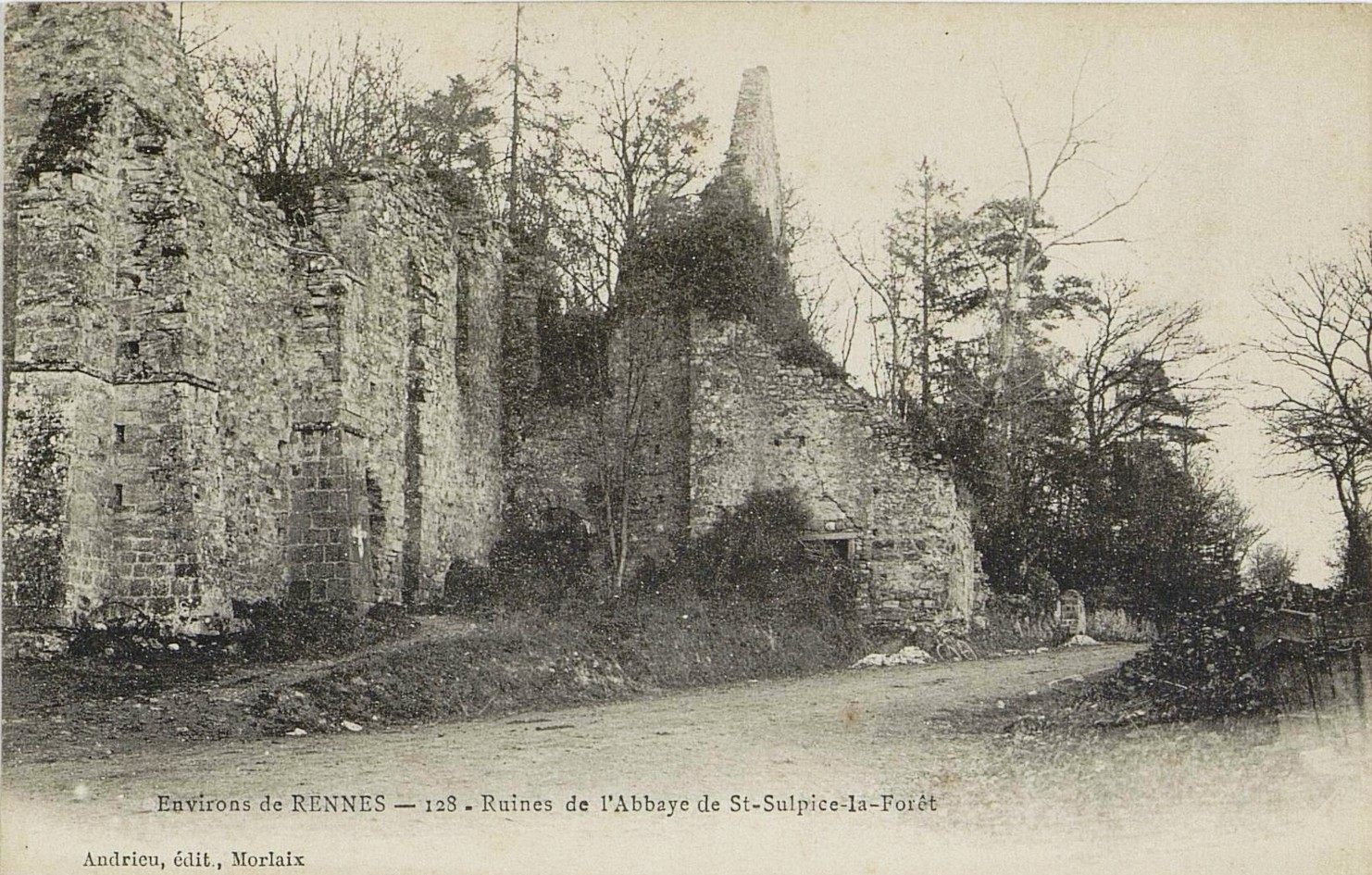
Ruines de l'abbaye de Saint-Christophe-des-Bois (abbaye Notre-Dame du Nid-au-Merle) au début du XXe siècle (carte postale).
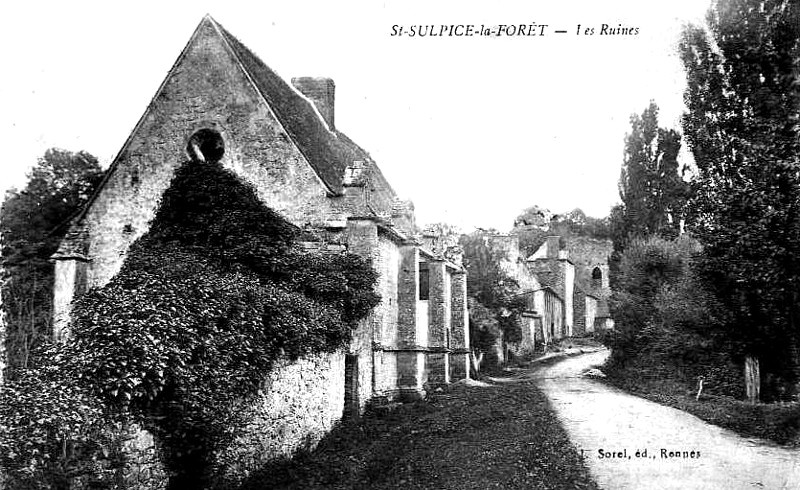
Ruines de l'abbaye de Saint-Christophe-des-Bois (abbaye Notre-Dame du Nid-au-Merle) au début du XXe siècle (carte postale).
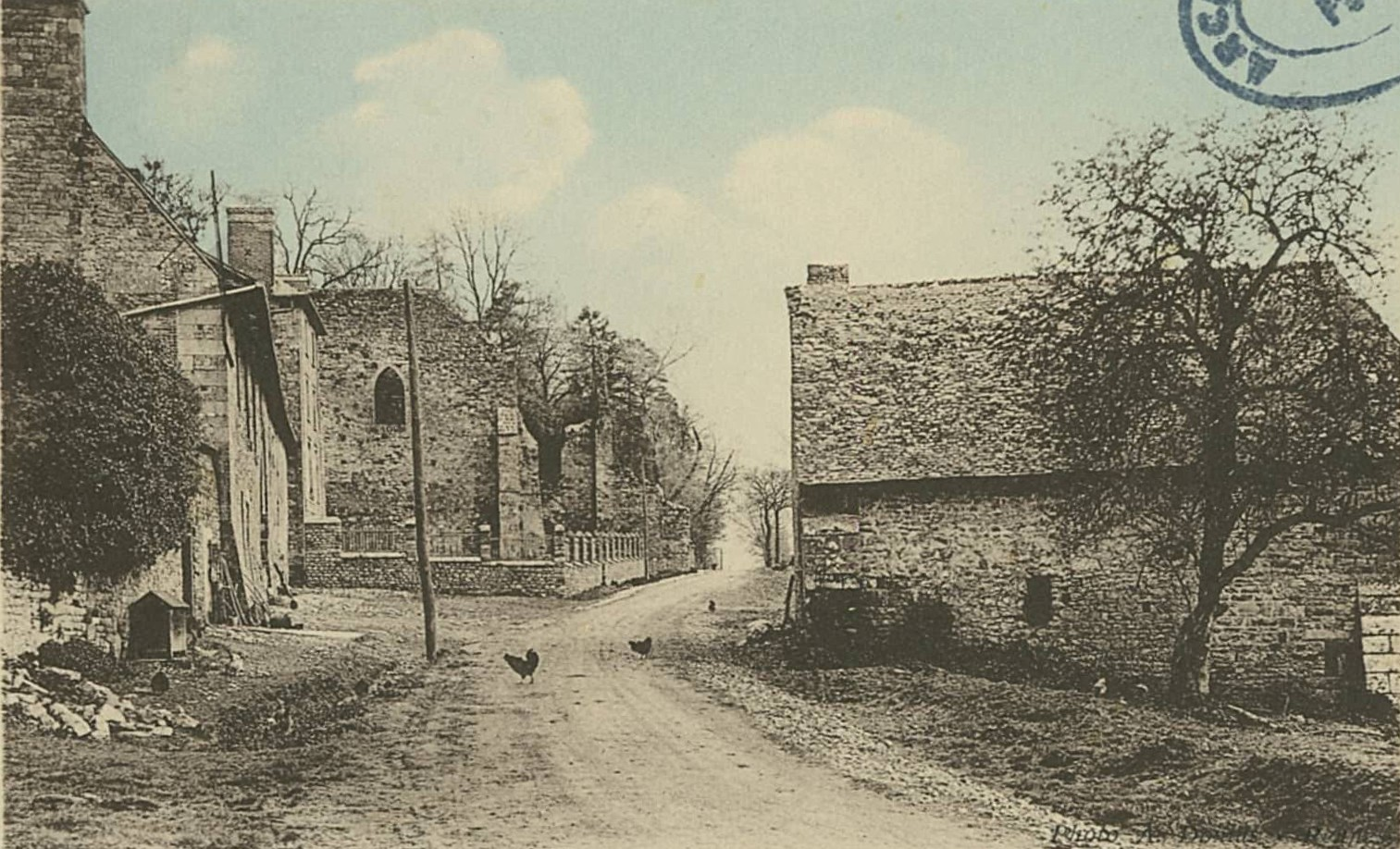
Ruines de l'abbaye de Saint-Christophe-des-Bois (abbaye Notre-Dame du Nid-au-Merle) vers 1925 (carte postale colorisée).

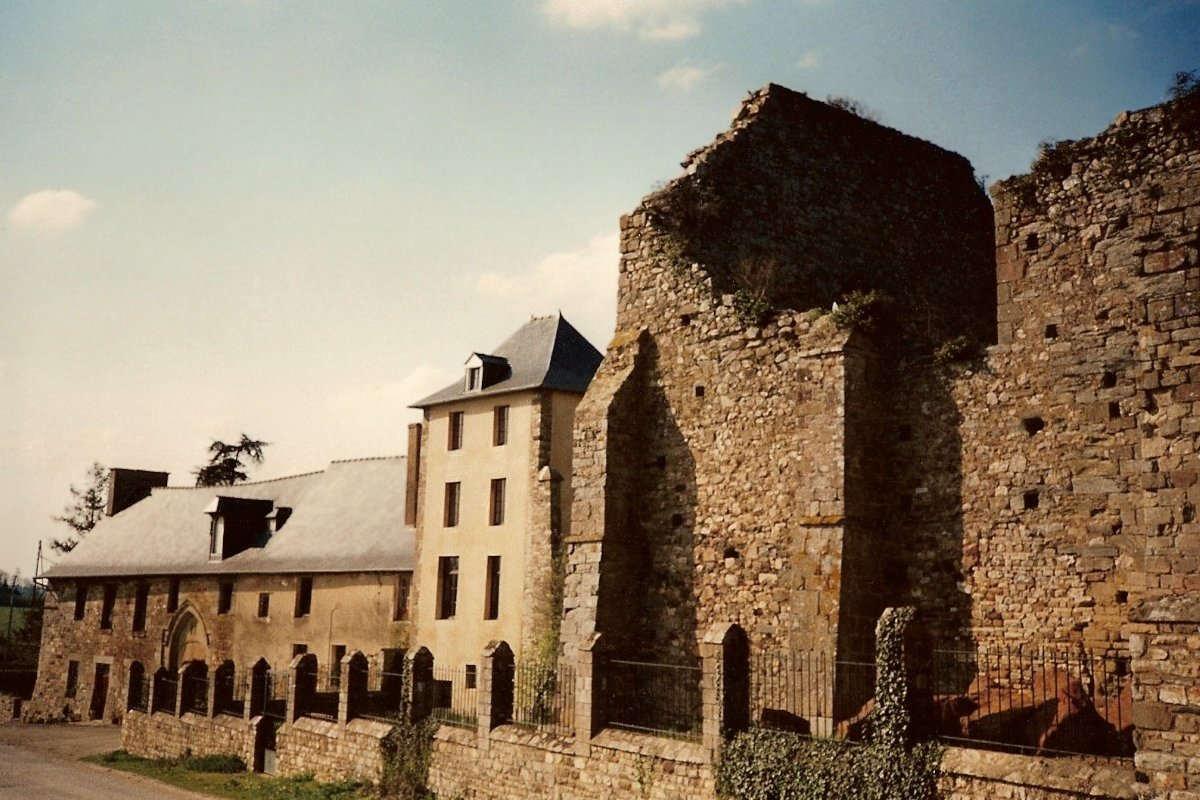
Ancienne abbaye Notre-Dame du Nid-au-Merle, vue extérieure d'ensemble.
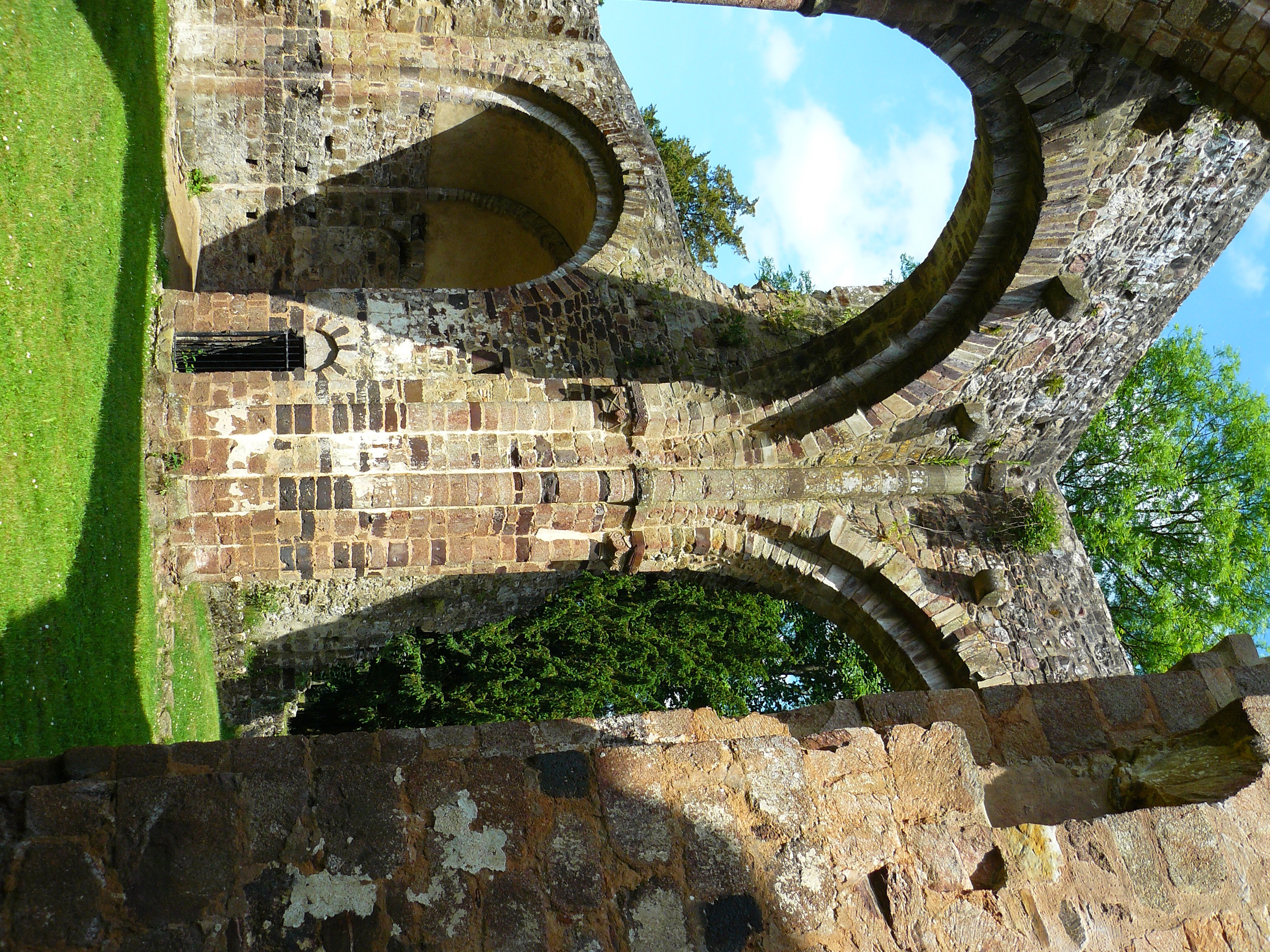
Ancienne abbaye Notre-Dame du Nid-au-Merle, vue partielle.
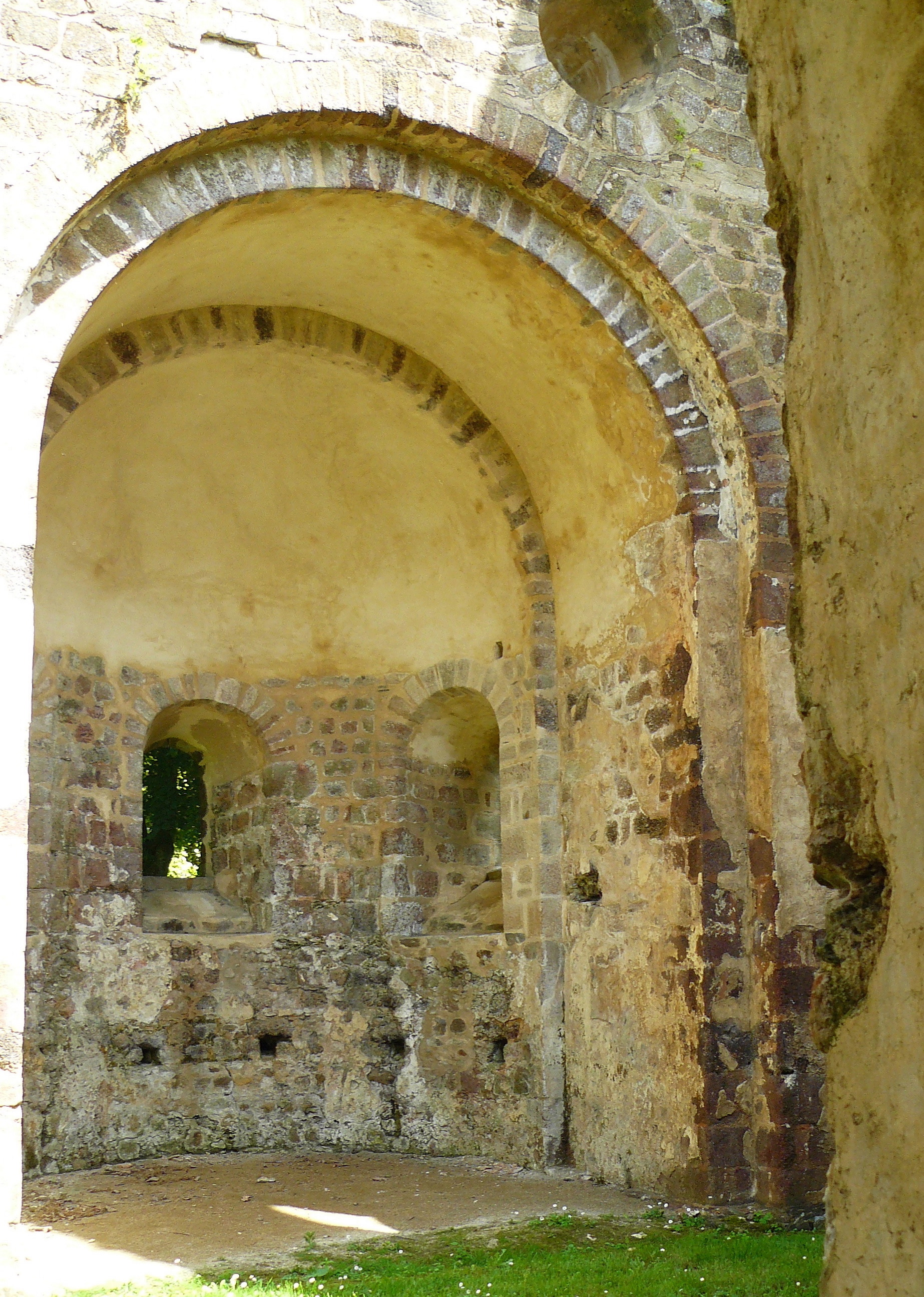
Ancienne abbaye Notre-Dame du Nid-au-Merle, vue partielle.
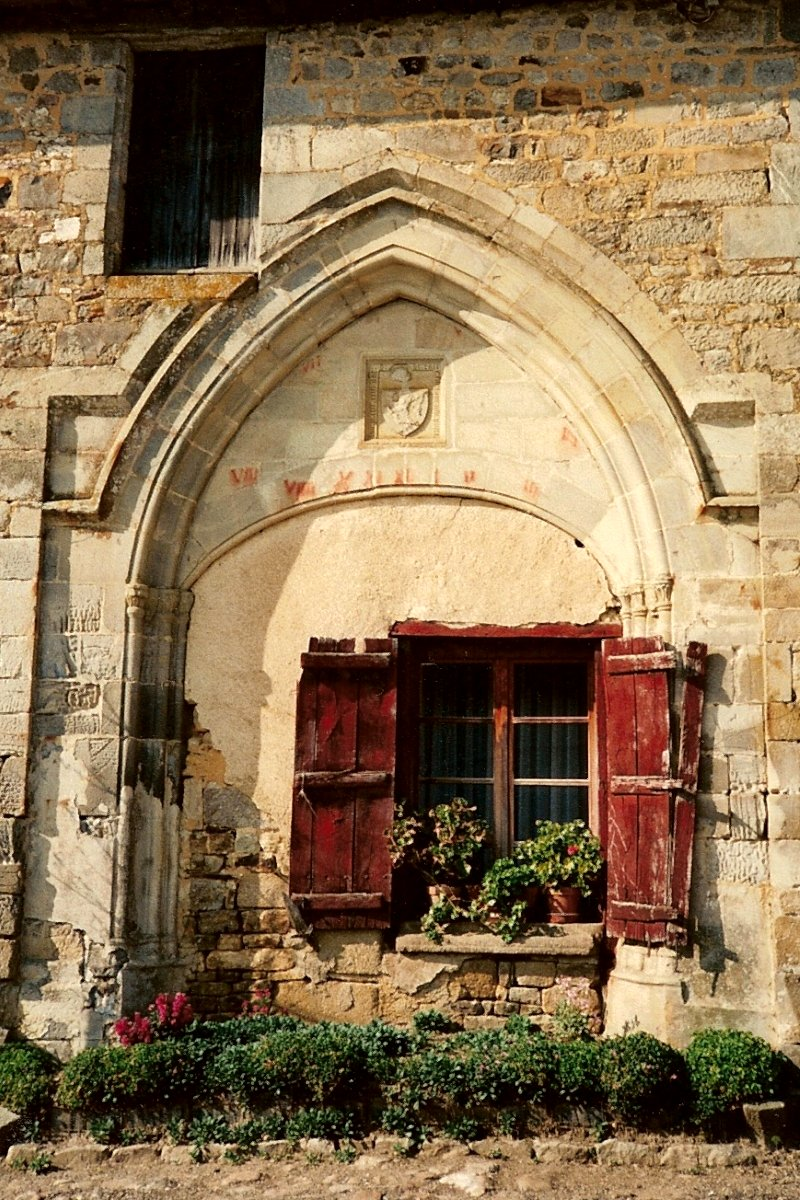
Ancienne abbaye Notre-Dame du Nid-au-Merle, porte murée.
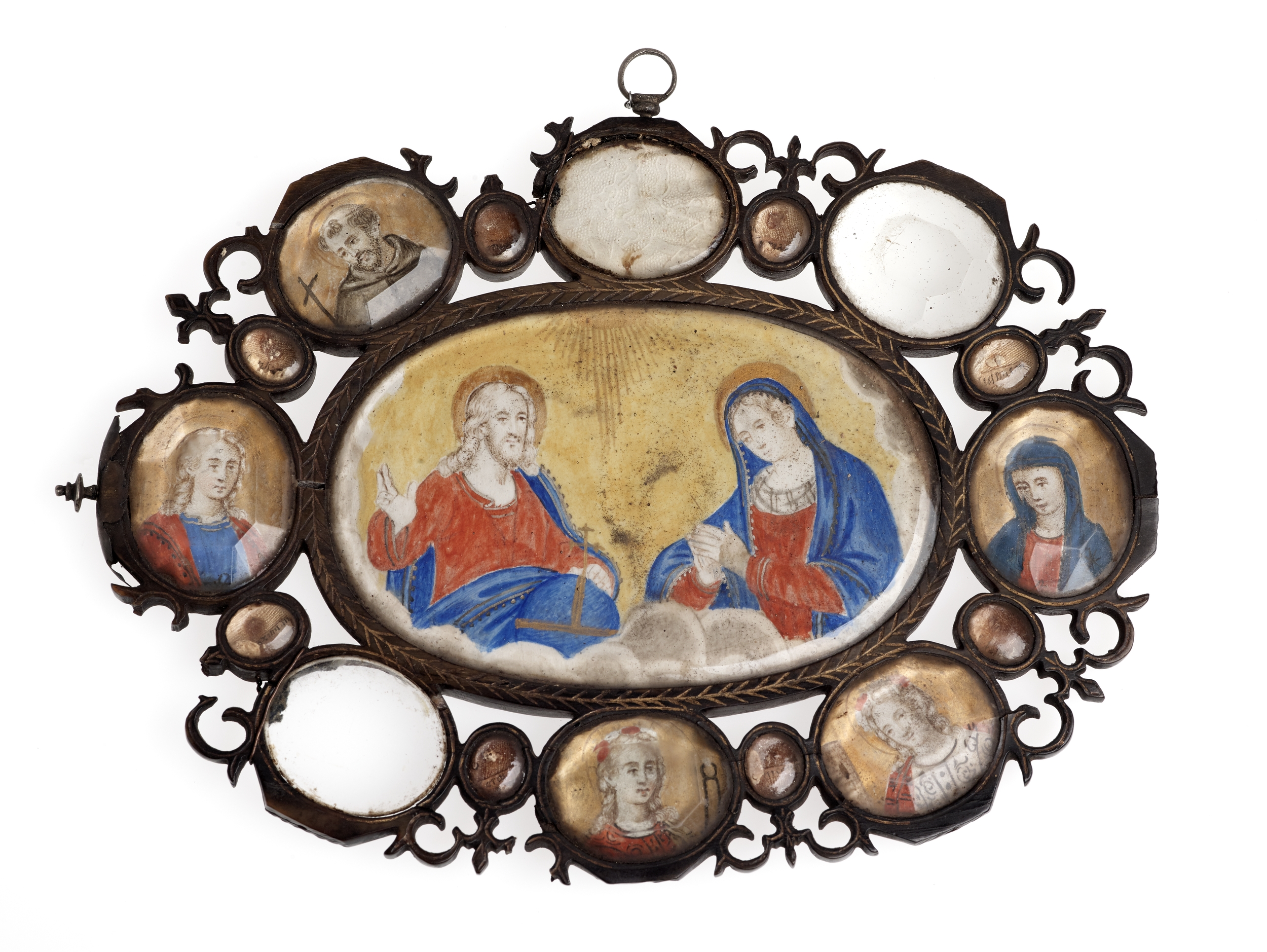
Reliquaire provenant de l'Abbaye Notre-Dame-du-Nid-au-Merle : recto (Musée de Bretagne).
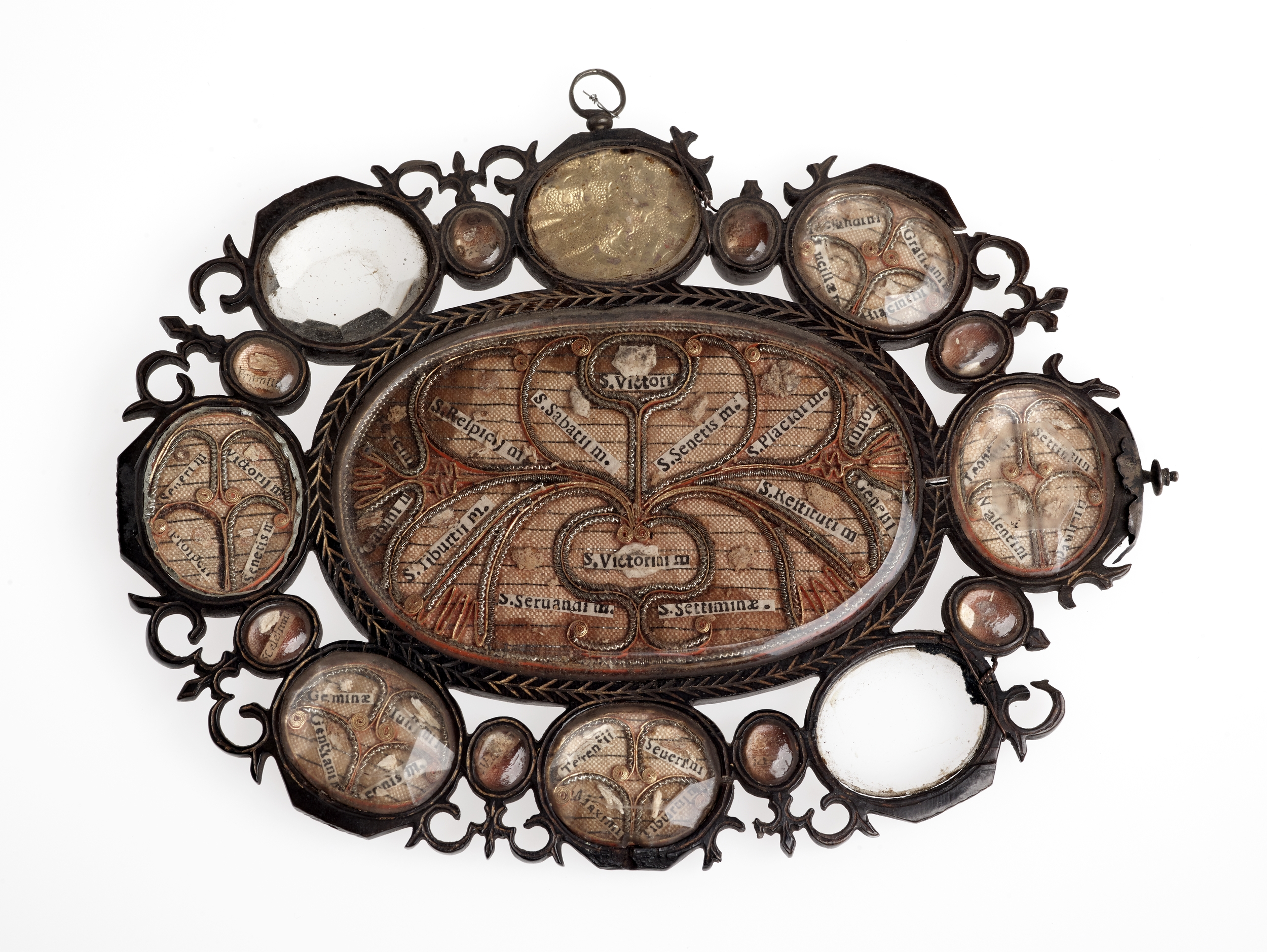
Reliquaire provenant de l'Abbaye Notre-Dame-du-Nid-au-Merle : verso (Musée de Bretagne).

- La Porterie du monastère du XVe siècle, réédifiée par Guillemette de Taillis en 1423 (cadran solaire à l'enduit rouge toujours visible)[51].
- La chapelle Notre-Dame-sur-l'Eau ou Sainte-Marie-sur-l'Étang, XIIe siècle - XVe siècle[52],[53].

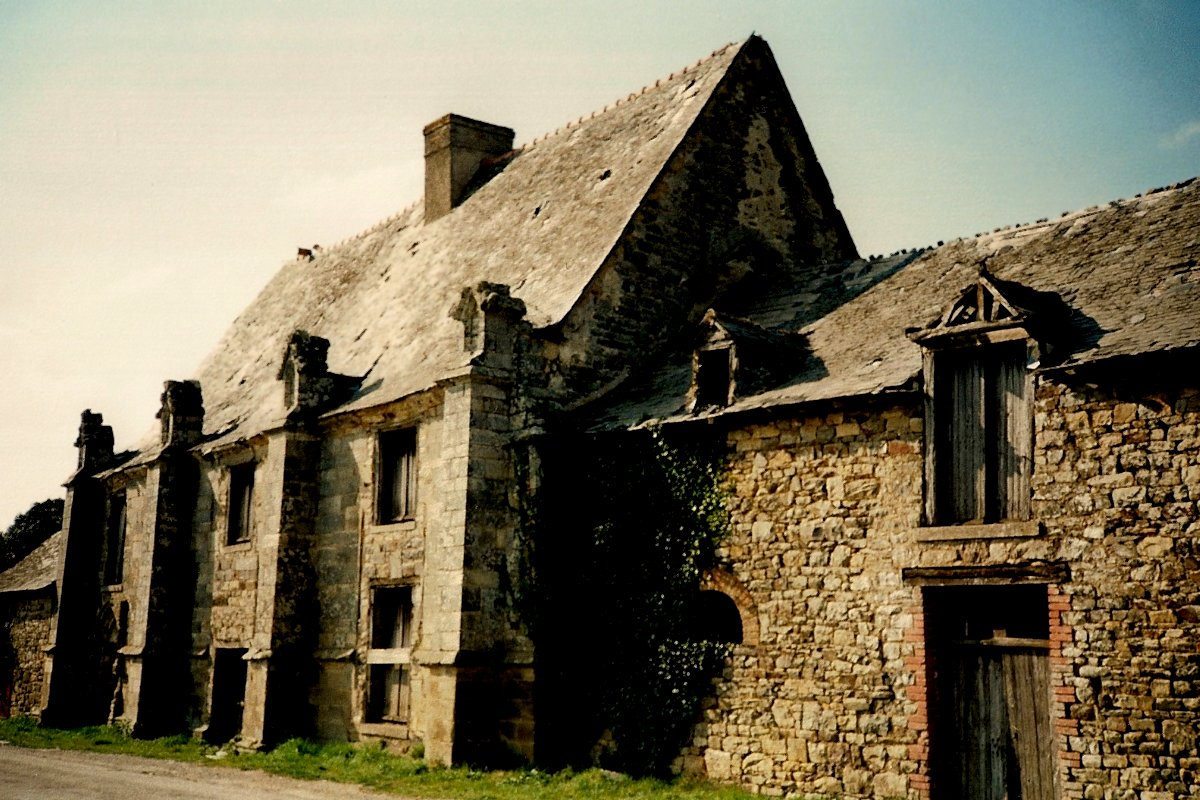
Chapelle Notre-Dame-sur-l'Eau : vue d'ensemble 1.
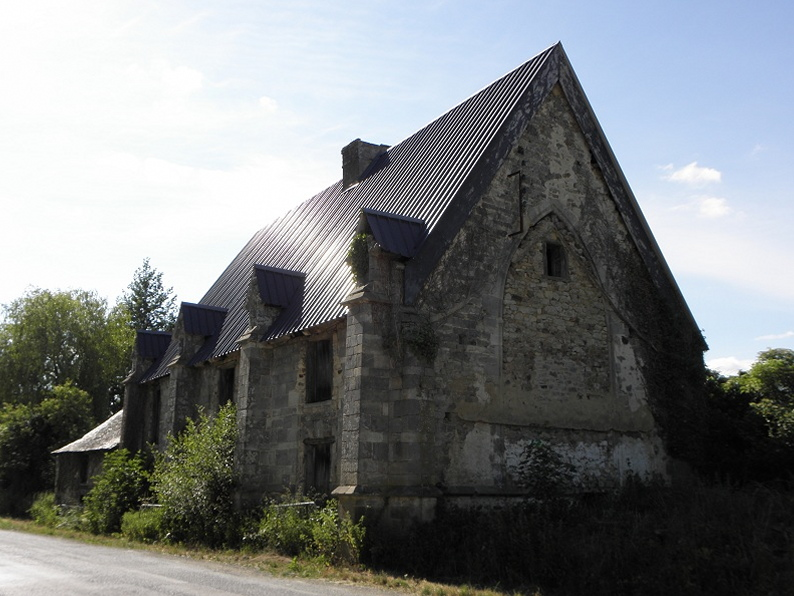
Chapelle Notre-Dame-sur-l'Eau : vue d'ensemble 2.
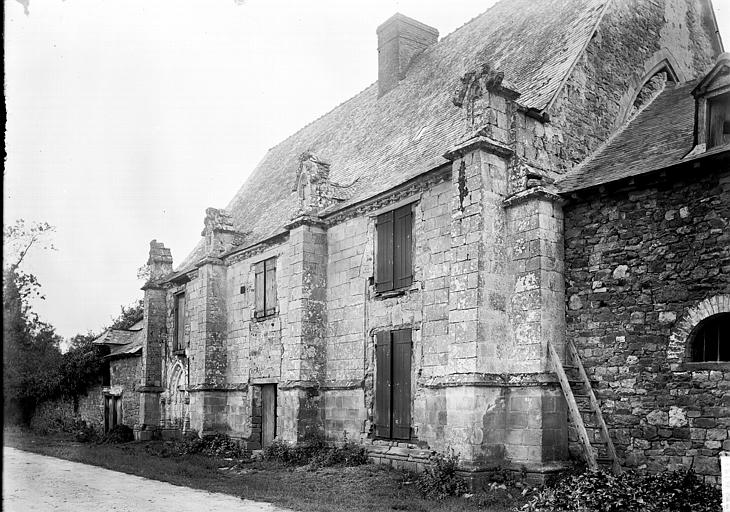
File:Breizh 35 - sant suleg ar c'hoad 01.jpgvue générale 1.
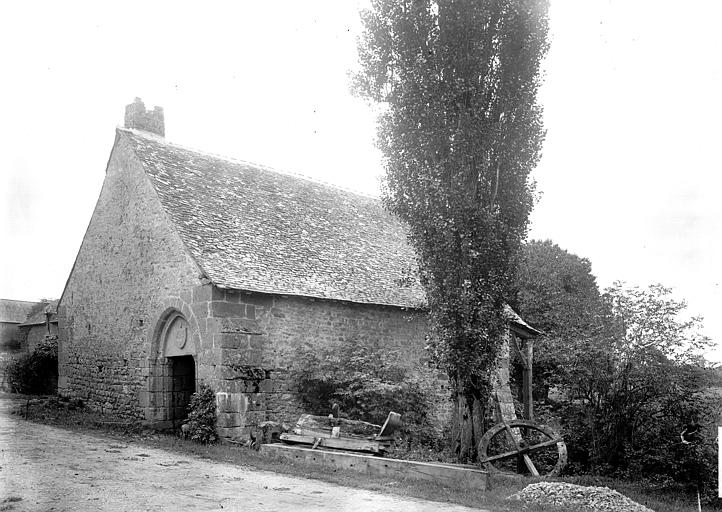
Chapelle Notre-Dame-sur-l'Eau : vue générale 2.
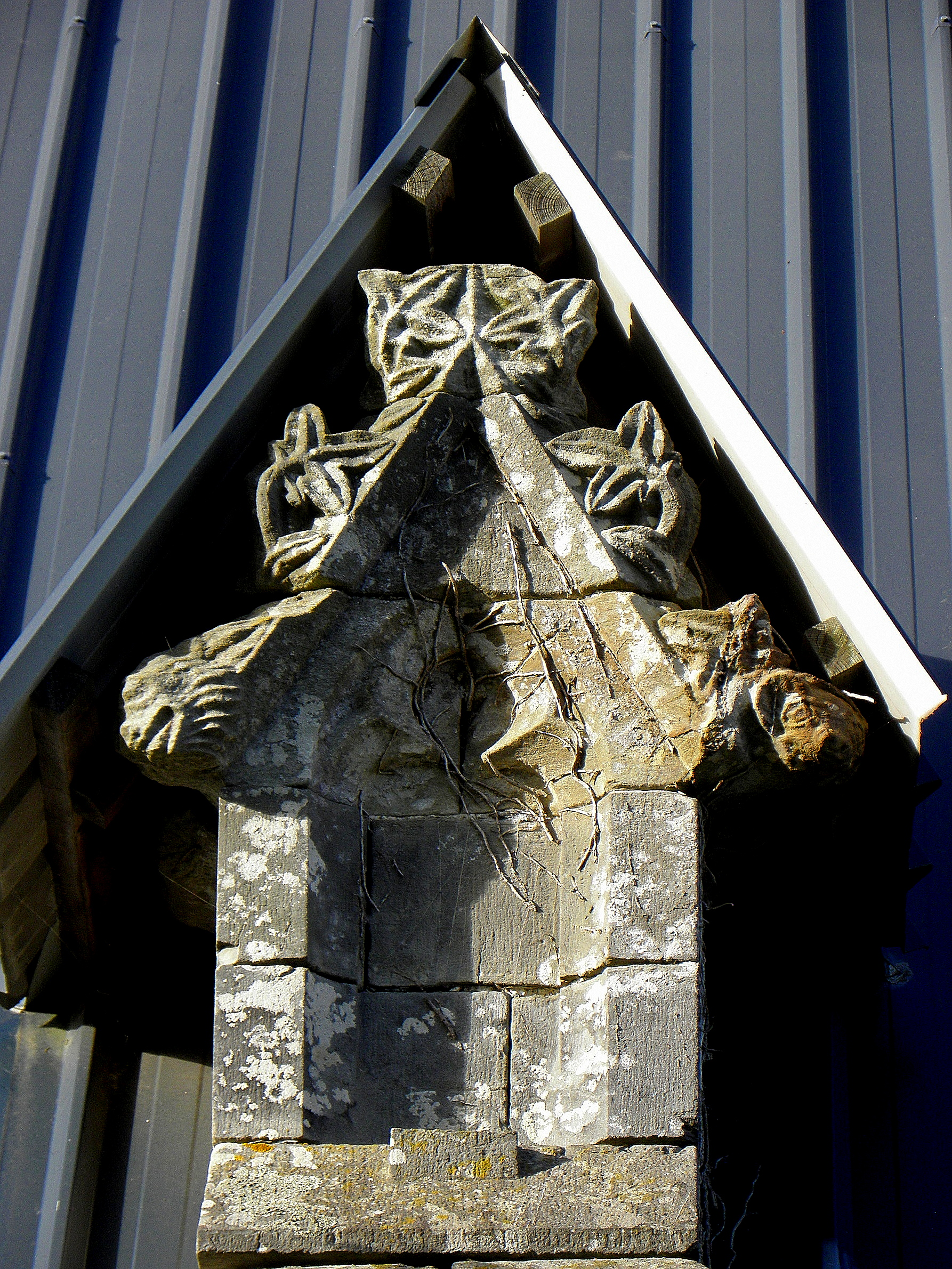
Chapelle Notre-Dame-sur-l'Eau : vue partielle 1.
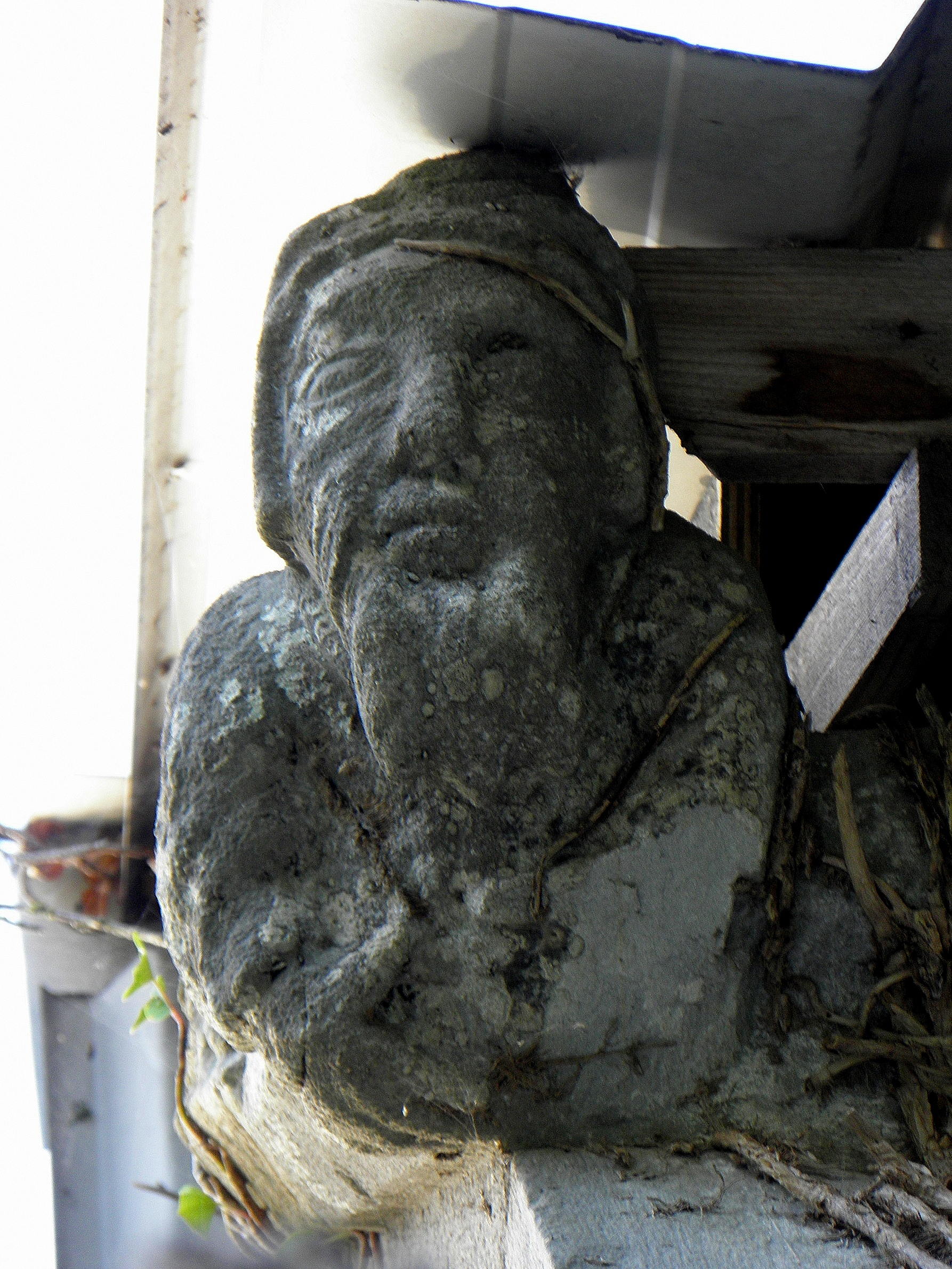
Chapelle Notre-Dame-sur-l'Eau : vue partielle 2.
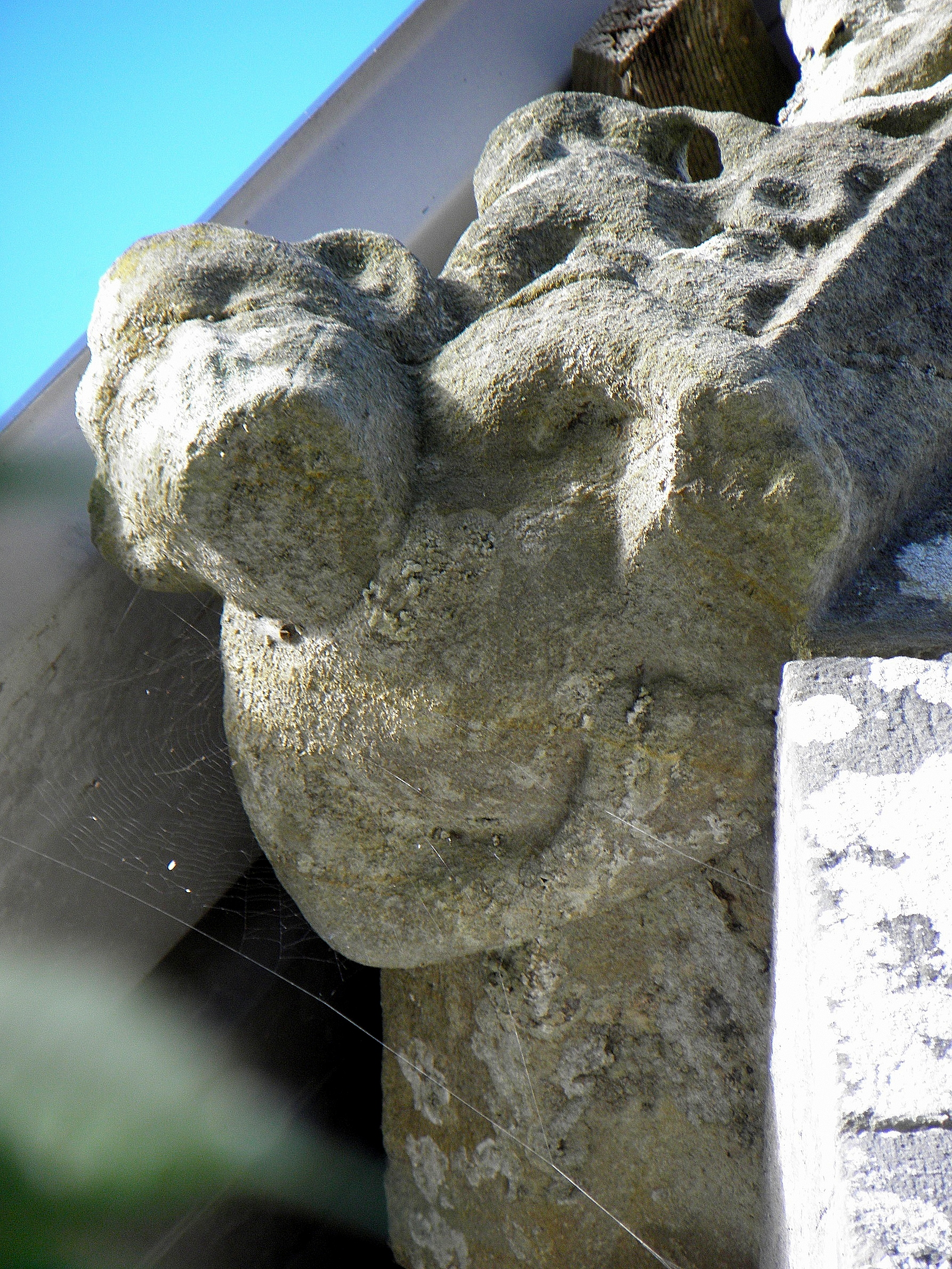
Chapelle Notre-Dame-sur-l'Eau : vue partielle 3.
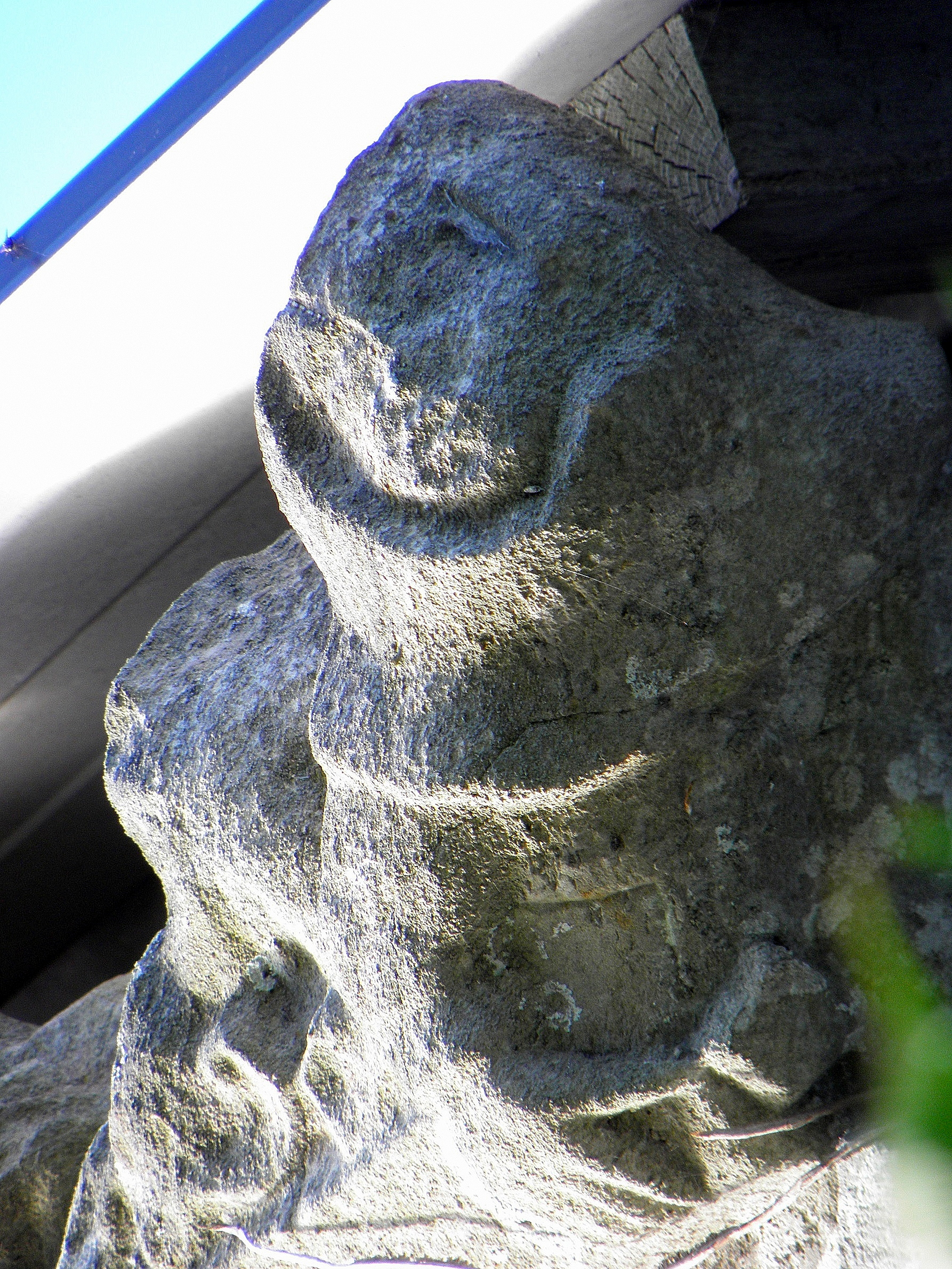
Chapelle Notre-Dame-sur-l'Eau : vue partielle 4.

- Moulin banal avec sa porte sculptée aux armoiries de Jeanne Ire Milon, fin XIVe siècle - début XVe siècle[26].

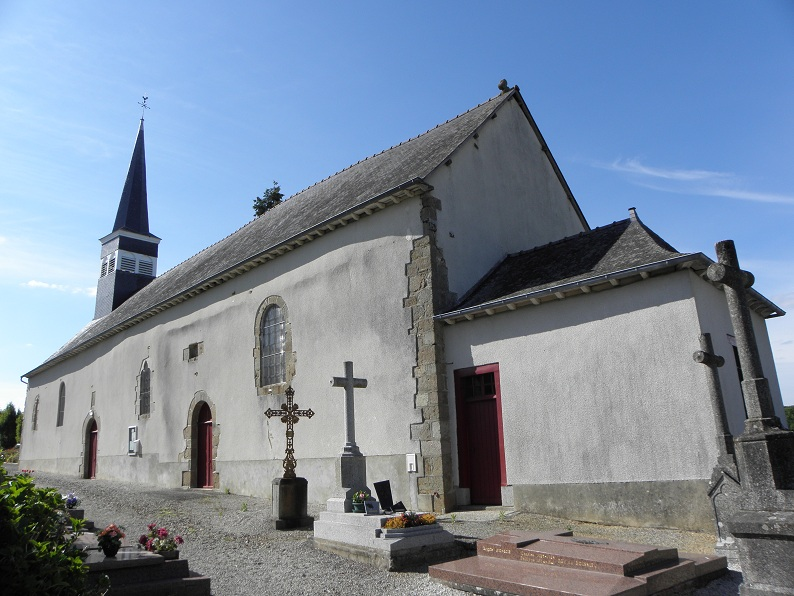
L'église paroissiale Saint-Sulpice : vue extérieure d'ensemble.

- L'église paroissiale Saint-Sulpice, de structure romane bâtie à la fin du XIIe siècle - début du XIIIe siècle, de style roman mais avec des influences gothiques liés aux remaniements des XVe siècle et XVIe siècle ; la façade occidentale a été reconstruite en 1675 et le chœur dans la seconde moitié du XVIIIe siècle ; ce dernier est surmonté d'une croix faîtière[54],[55]. L'église possède un mobilier religieux diversifié : bénitier et fonts baptismaux datent du Bas Moyen-Âge, mais la plupart des œuvres datent du XVIIIe siècle (lambris, tableaux du retable, sacristie, etc..)[56].

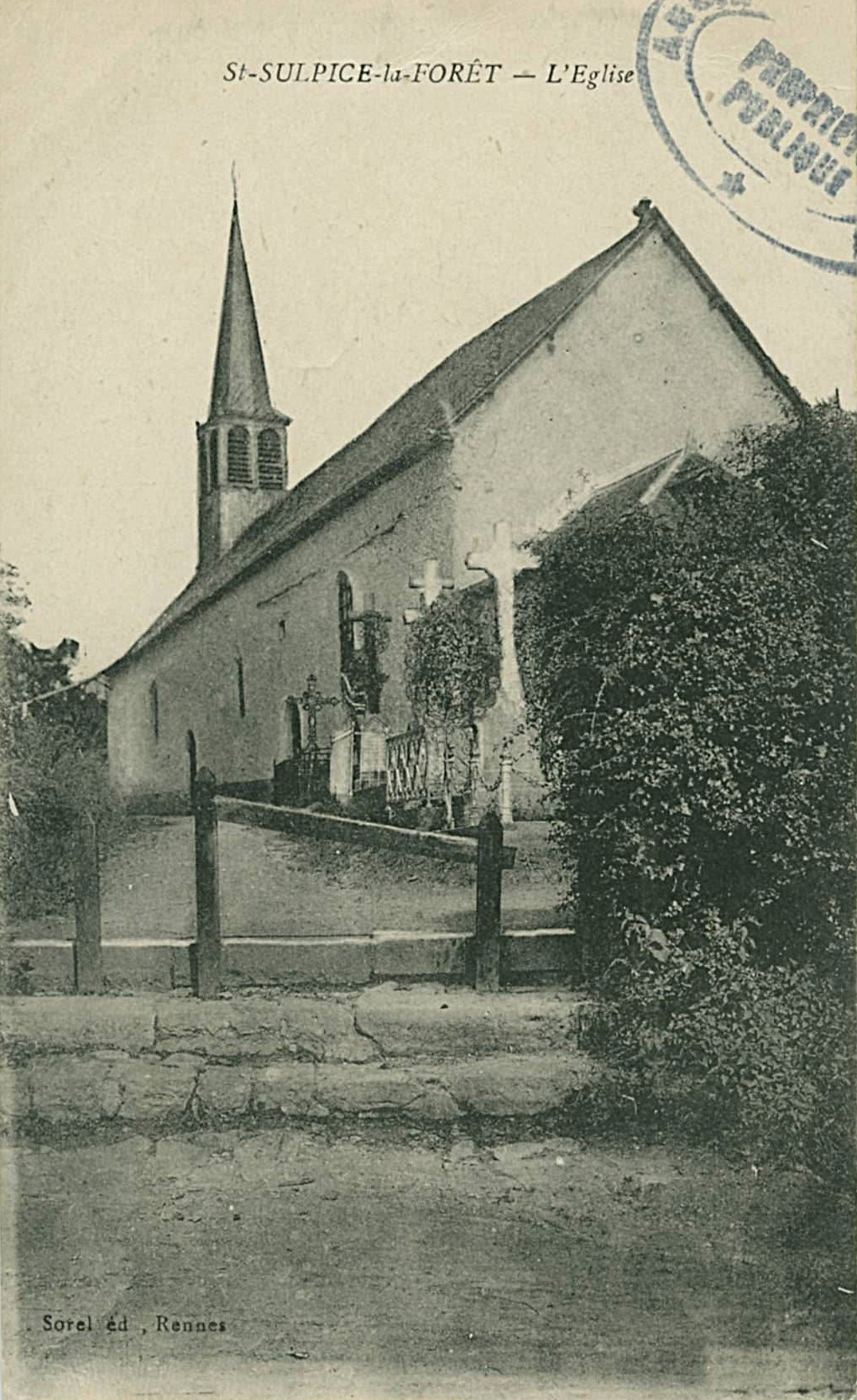
L'église paroissiale Saint-Sulpice au début du XXe siècle (carte postale).
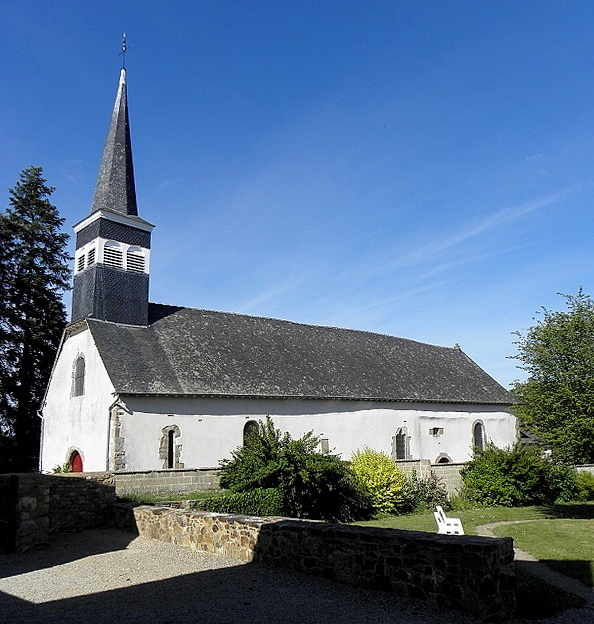
Église paroissiale Saint-Sulpice : vue extérieure d'ensemble 1.
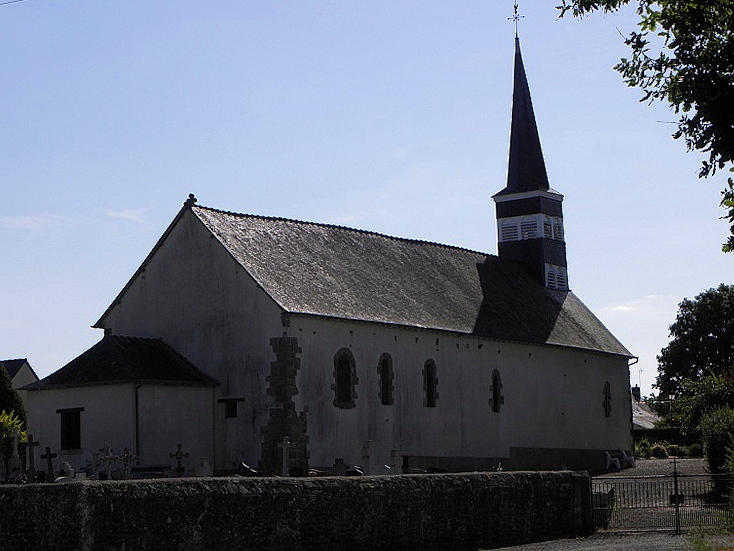
Église paroissiale Saint-Sulpice : vue extérieure d'ensemble 2.
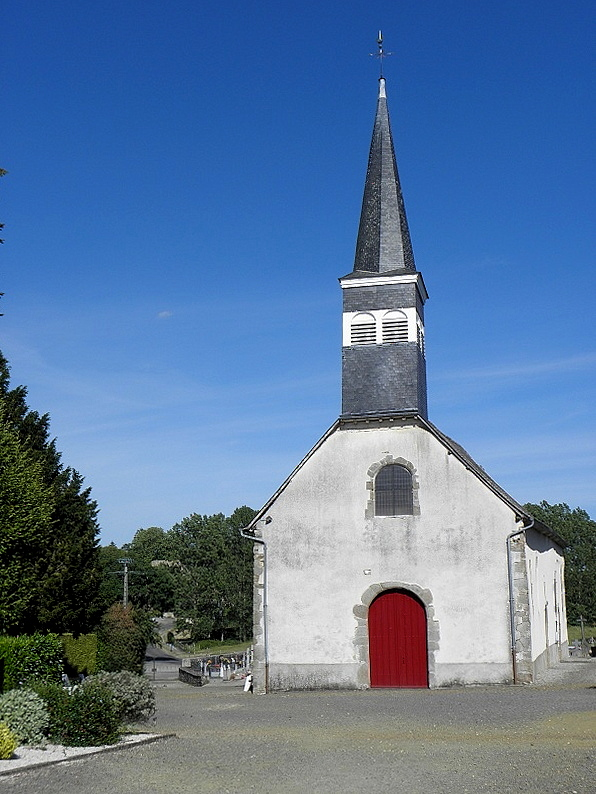
Église paroissiale Saint-Sulpice : façade.
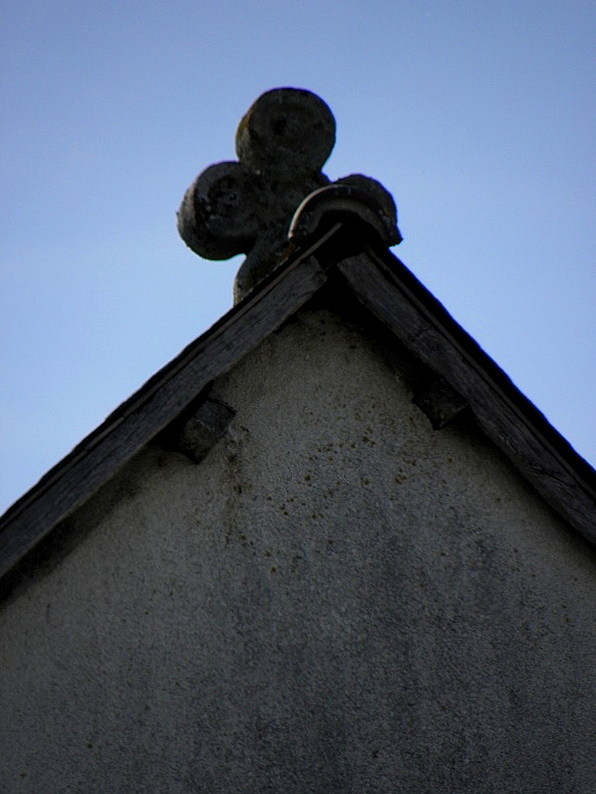
Église paroissiale Saint-Sulpice : croix sommitale au pignon du chevet.

### Smart Saint-Sulpice
Saint-Sulpice-la-Forêt est considérée comme une des plus petites Smart City au monde depuis 2016. Son maire de l'époque et vice-président « numérique et ville intelligente » de Rennes Métropole, Yann Huaumé, a déployé des capteurs connectés dans 6 des bâtiments communaux permettant de connaitre en temps réel leur consommation. Pour le montage global du projet, la commune s'est appuyée sur Rennes Métropole qui y a vu un lieu d'expérimentation grandeur nature pour des solutions qui pourraient être déployées à l'échelle de la métropole. Saint-Sulpice a également fait appel à la startup Wi6Labs, spécialiste des questions de villes intelligentes en zones rurales et périphériques, et à la PME Alkante permettant de gérer et d'analyser les données issues des capteurs.
La collectivité a ainsi réduit sa consommation énergétique des bâtiments publics de 20 % dès les trois premières années grâce à l'identification de fuites et de comportements inadaptés (économies de 8 000 €). La commune a remporté le trophée breton du développement durable en 2019, le label d'or des territoires innovants dans la catégorie Smart city environnement du Forum des interconnectés à Lyon en 2017, et la région Bretagne compte financer le développement de ce projet sur toute la commune pour un budget de 40 000 €.

### Activité et manifestations
- Union sportive Saint-Sulpice-la-Forêt : club de football créé en 1968, dont l'équipe première évolue actuellement en première division de district. Elle connut ses heures de gloire au début des années 1980 lorsqu'elle évoluait en division régionale d'honneur. Plus récemment, elle réussit à atteindre la promotion d'honneur, en 2004.

En juin 2011, l'US Saint-Sulpice-la-Forêt fusionne avec les clubs voisins de Chevaigné et de Mouazé, pour fonder l'Union sportive Illet-Forêt
ASC : Association socio-culturelle.

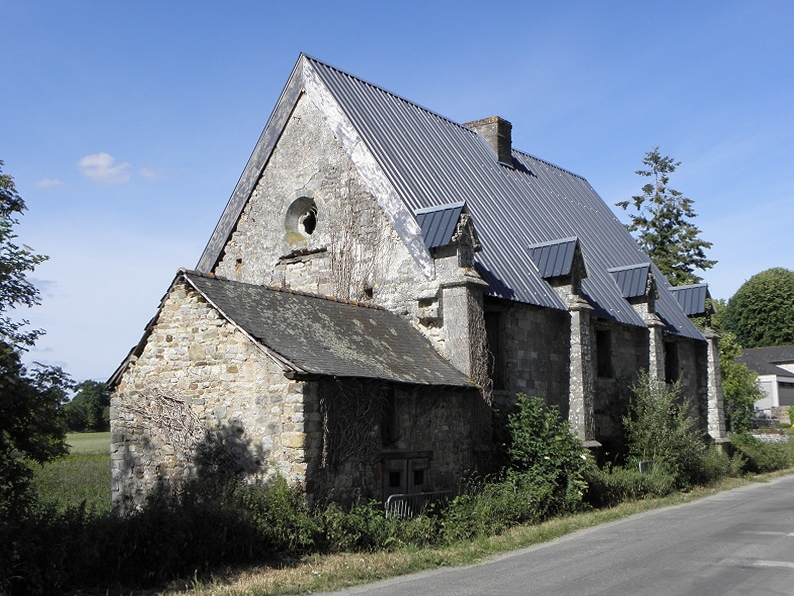
La chapelle Notre-Dame-sur-l'Eau, en mai 2011.

Le marché de Saint-Sulpice-la-Forêt a lieu place René-Mathieu Cuisnier, le jeudi et vendredi soir.
Le Guibra situé dans le bourg de la commune, est un bar équipé d'un dépôt de pain proposant divers services.
L'école publique Niki de Saint Phalle accueille les enfants de maternelle et d'élémentaire.

### Personnalités liées à la commune
- Yoann Bigné, footballeur professionnel ayant évolué au Stade rennais FC, à l'OGC Nice et au Stade brestois 29, a porté les couleurs de l'US Saint-Sulpice-la-Forêt avant de rejoindre le centre de formation du Stade rennais FC. Le tournoi annuel du club porte d'ailleurs son nom.